# 上海世博会博物馆

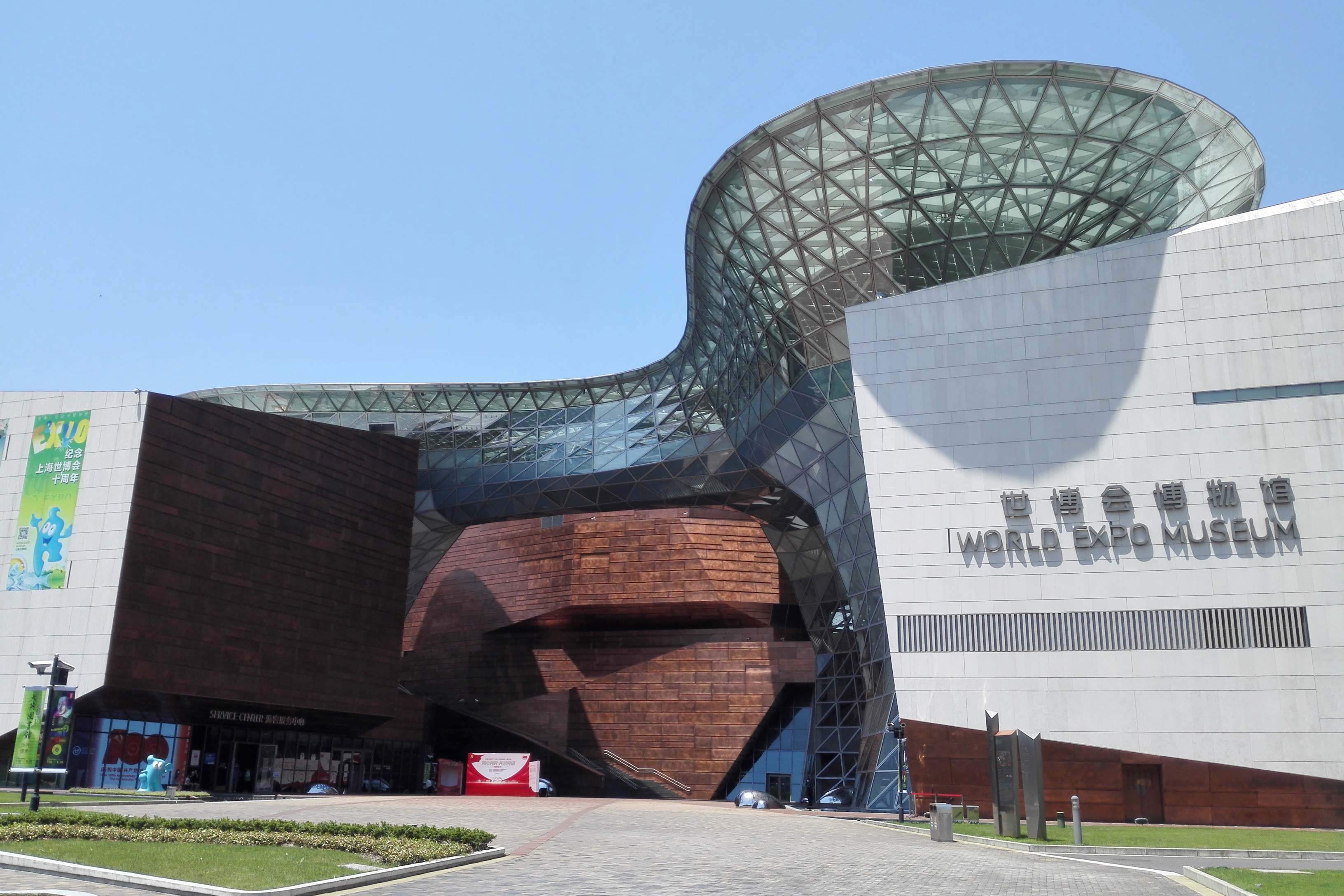
上海世博会博物馆

上海世博会博物馆（英語：World Expo Museum）坐落于上海黄浦区蒙自路818号，是国际展览局唯一官方博物馆和官方文献中心，由上海市政府和国际展览局合作共建，具有国际性、唯一性、专题性、可持续性等特点。它既是国内第一座真正意义上的国际性博物馆，也是全世界独一无二的全面展示世博专题的博物馆，并将打造成为世界认可、中国一流、上海补缺、特色鲜明的国际化、开放性的设计创意类博物馆及国际学术交流中心。

## 历史
该馆位于中国2010年上海世界博览会城市足迹馆原址（卢浦大桥以东、黄浦江北侧）。世博会博物馆于2012年开始动工建设，2017年5月1日正式开馆。
2022年3月上海市2019冠状病毒病聚集性疫情，该院被征用为方舱医院用于收治患者。

## 上海世博会纪念展
上海世博会纪念展是一个以围绕上海世博会为主题的一个临时纪念展，于2011年9月25日开放，2014年12月31日闭展。展览主题为“成功盛况、精彩盛景、难忘盛会”，展览面积2万平方米。展出近3000件世博会展品。为配合世博会博物馆建设，上海世博会纪念展于2014年关闭。

### 一层展区
一层展区主要展出世博会场景和史料，有“寰宇舞台”、“进步之路”、“乐观信念”、“挑战重重”四个常展厅。

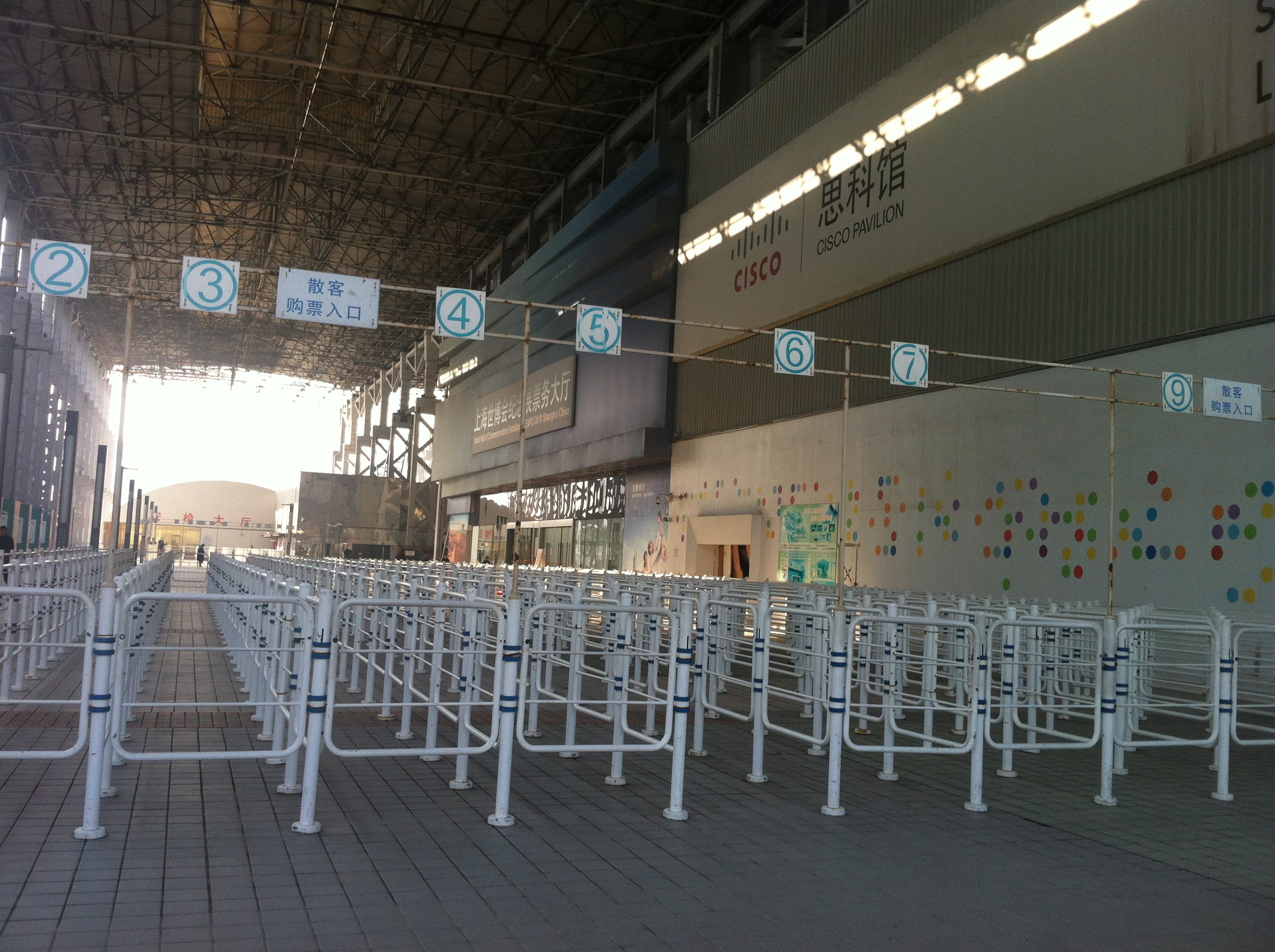
售票厅
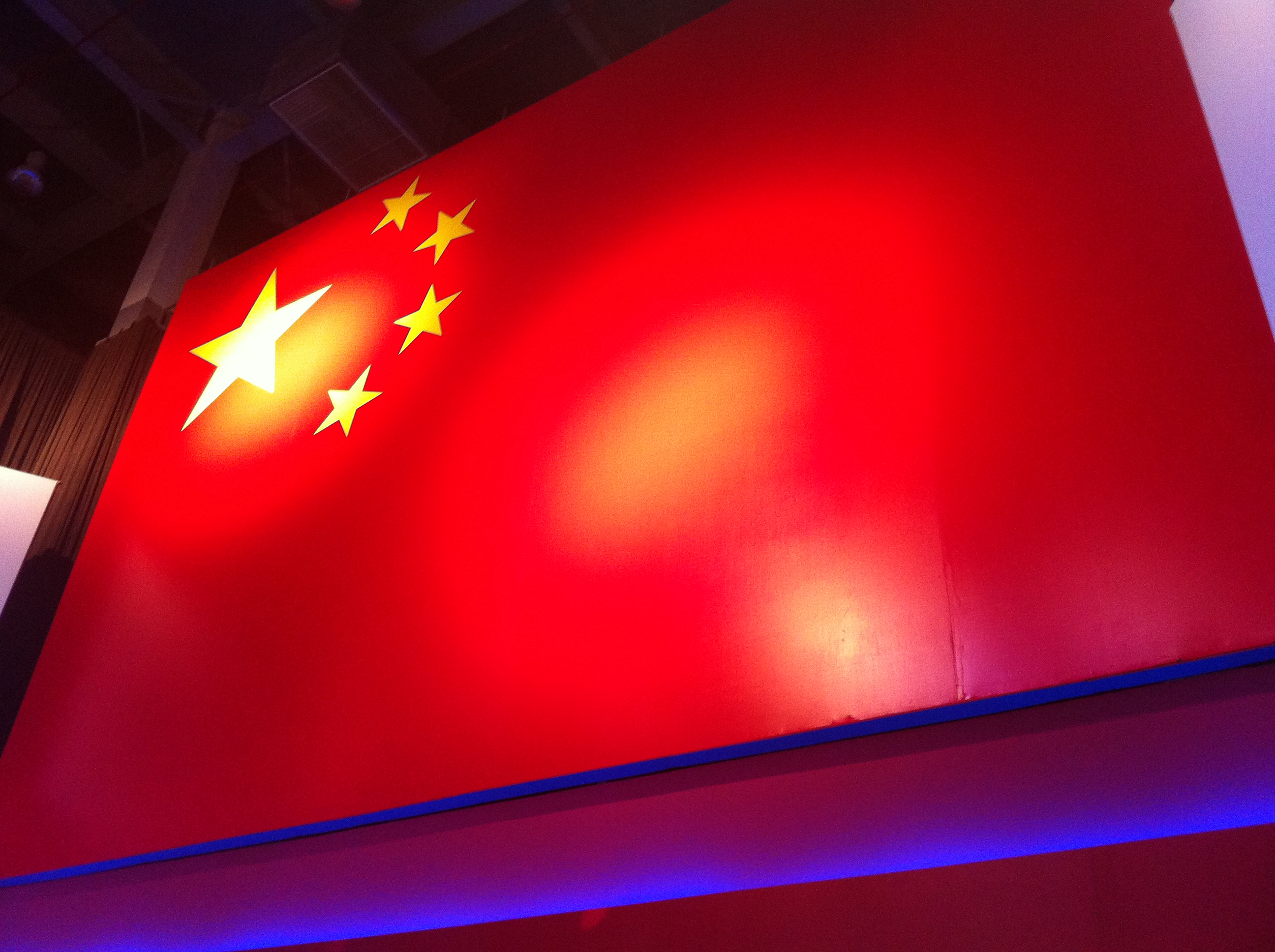
世博会纪念展里的中华人民共和国国旗
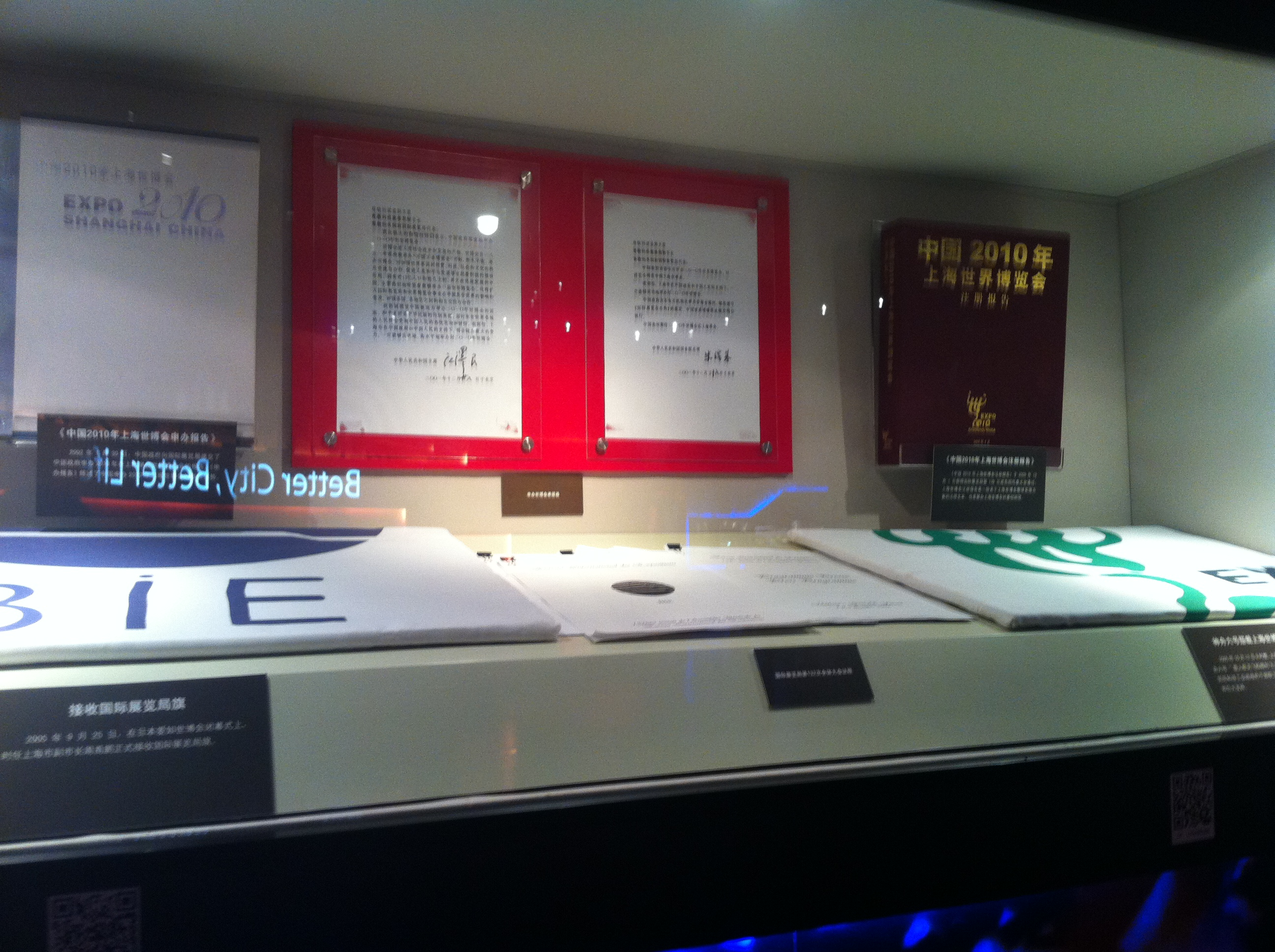
上海世博会申办文件
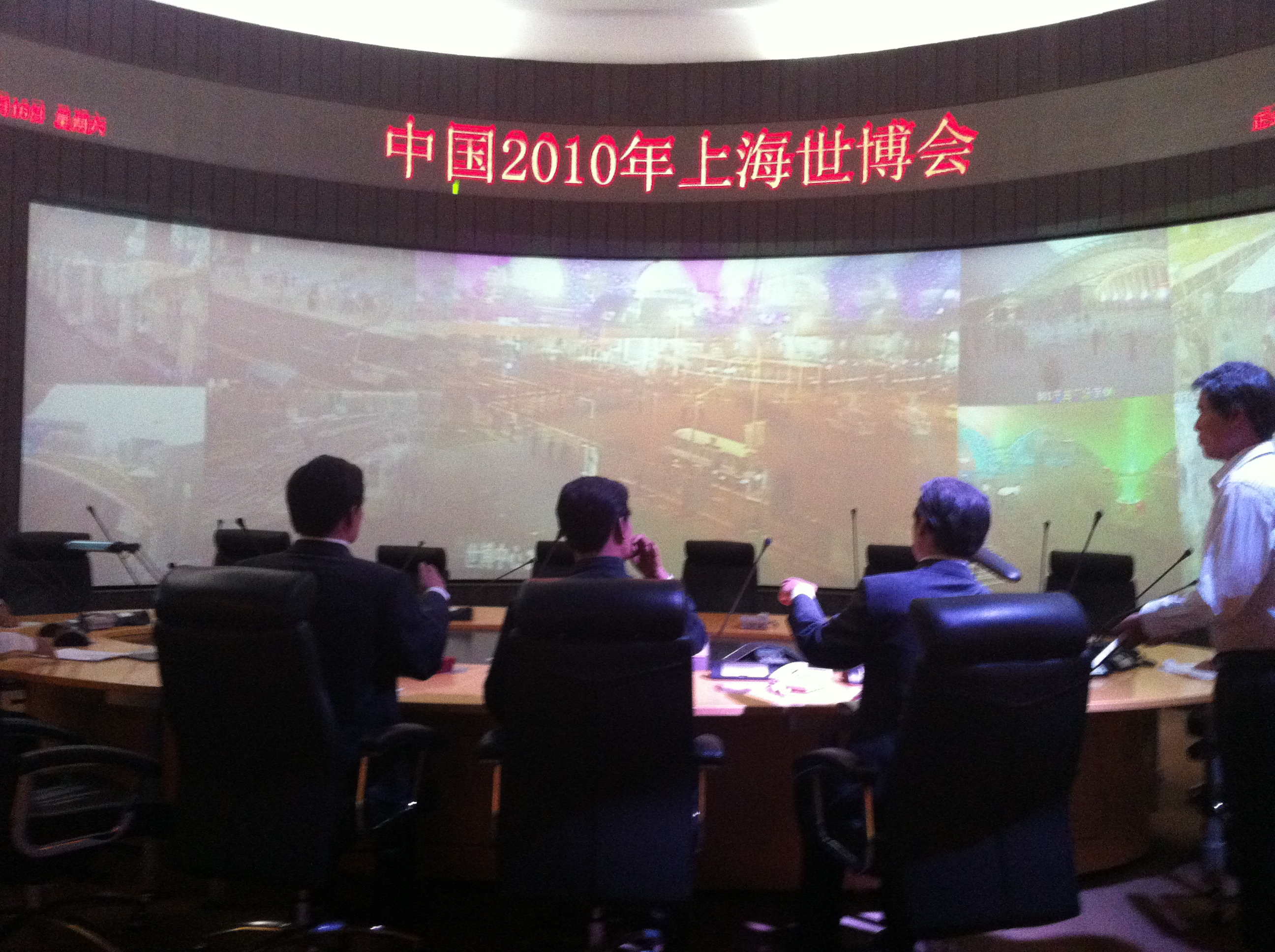
上海世博会控制指挥中心
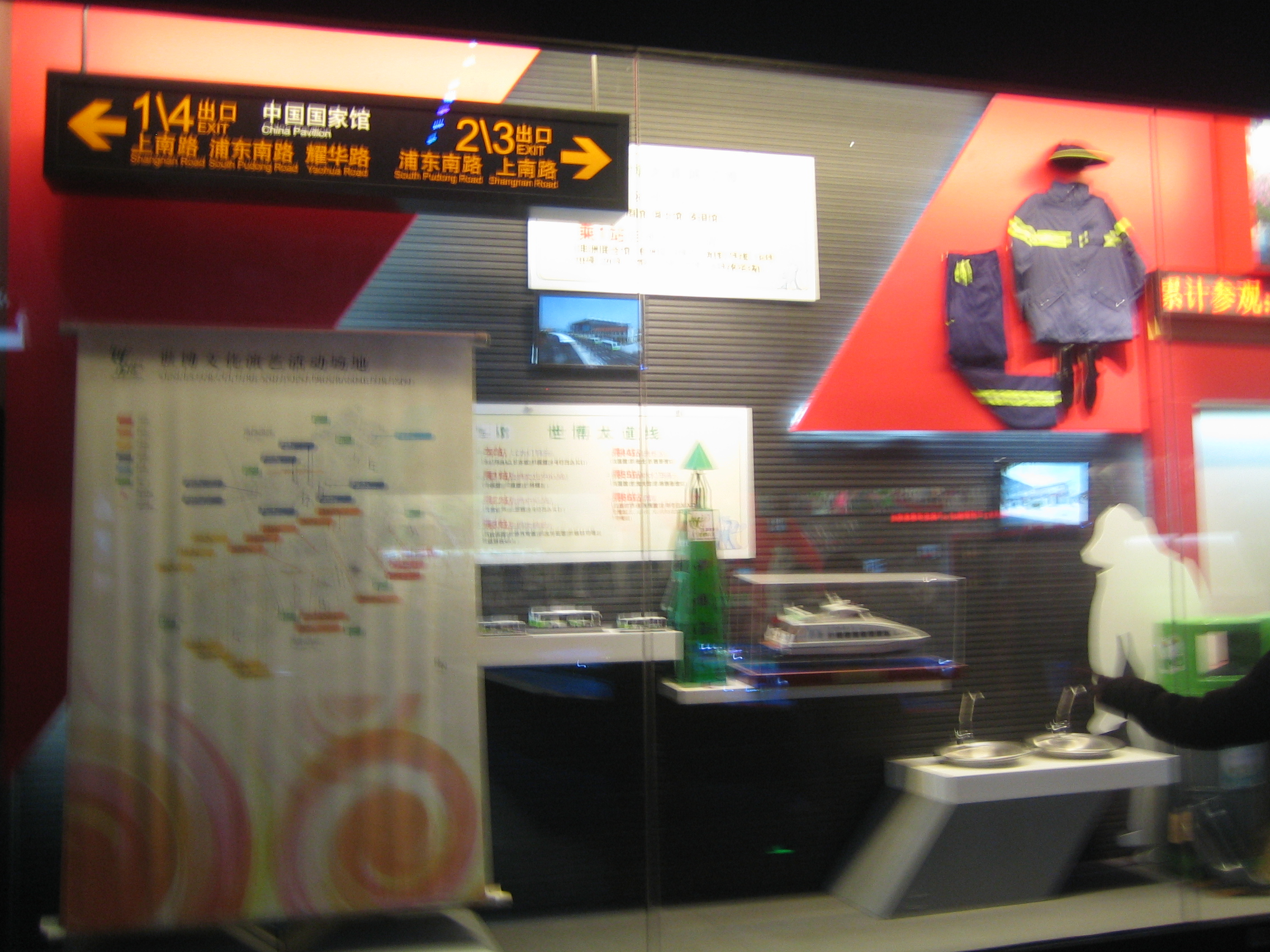
上海世博会相关纪念品，包括地铁耀华路站的指示牌
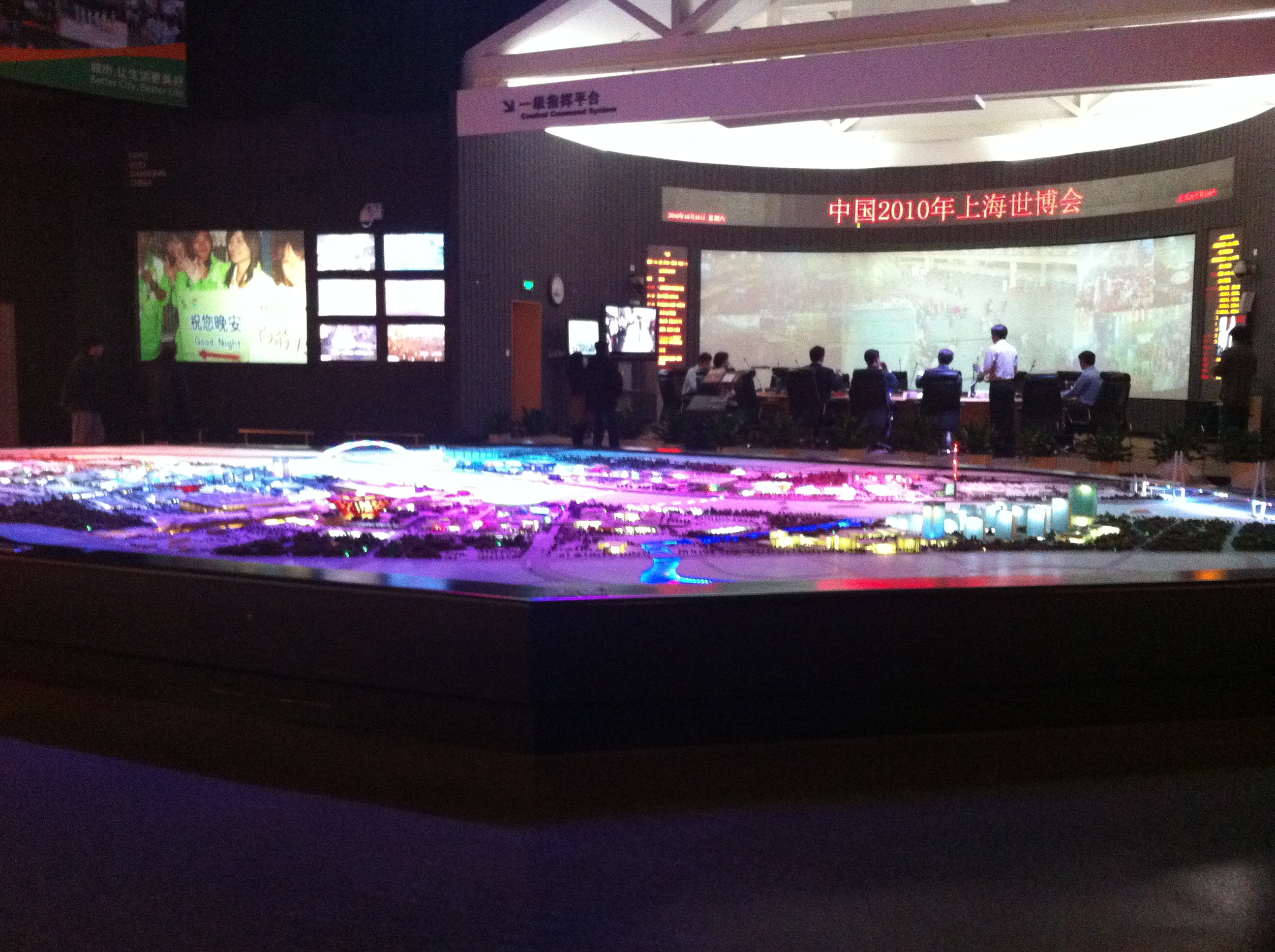
上海世博会园区全景模型
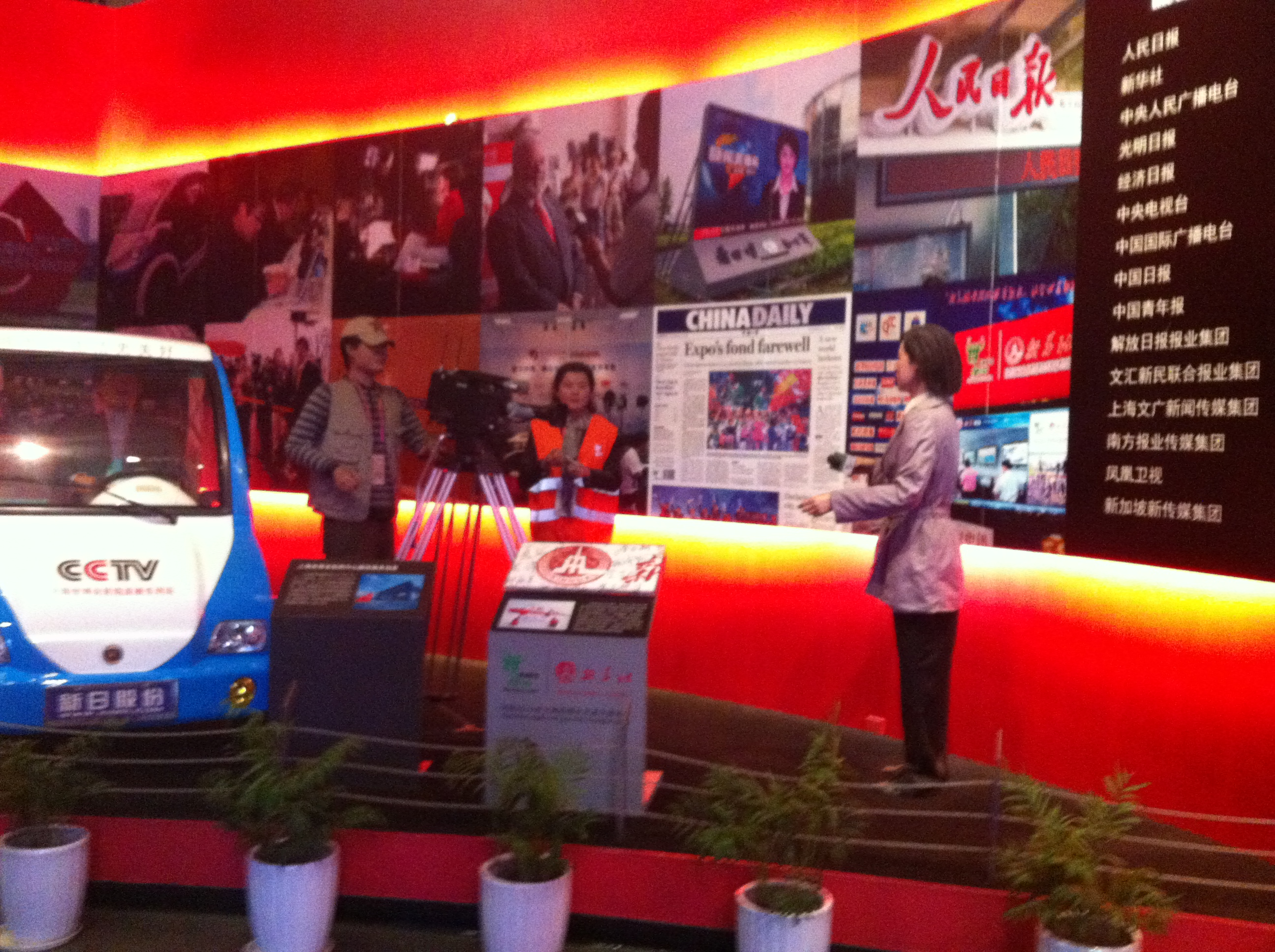
记者采访
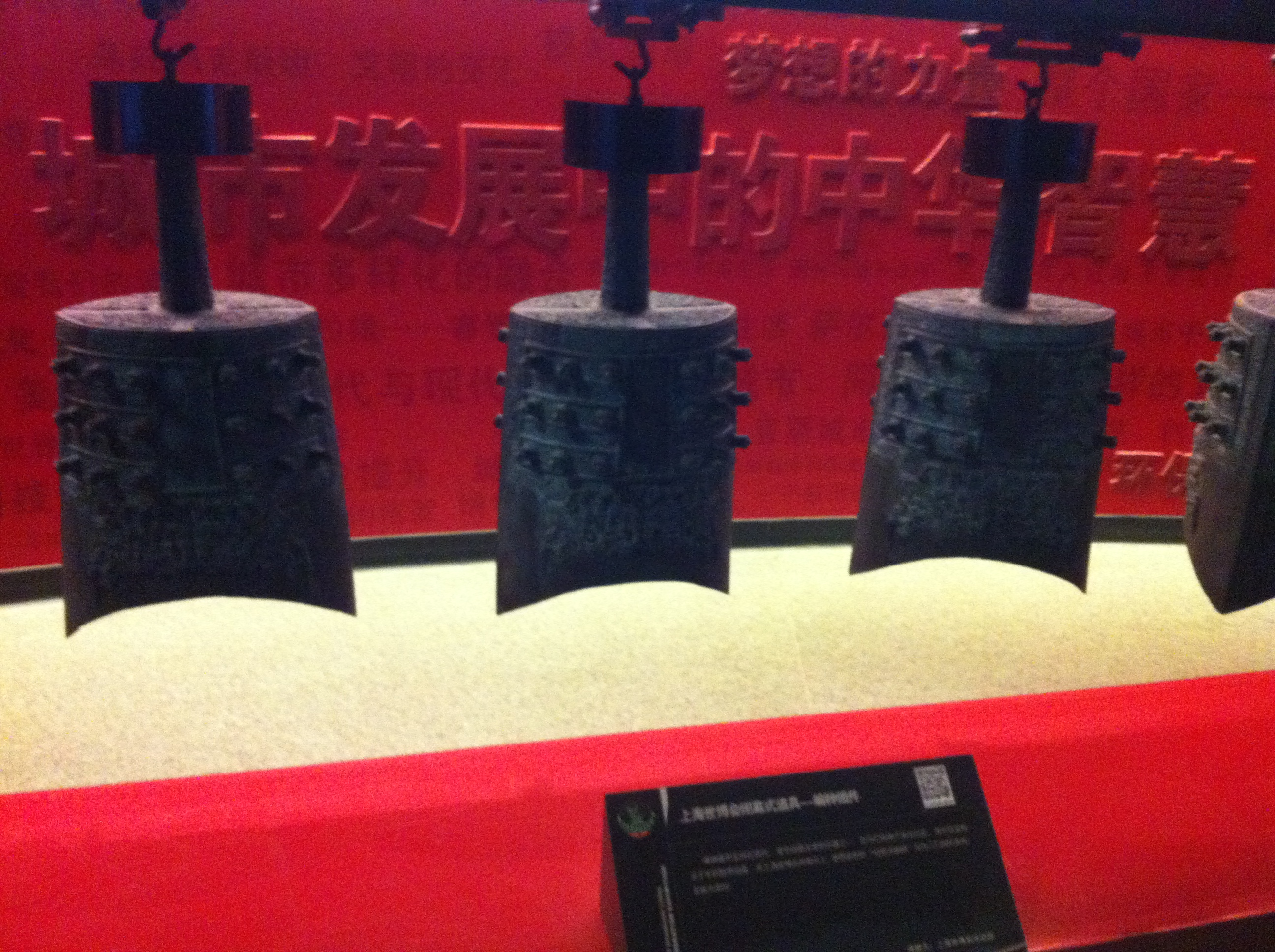
编钟
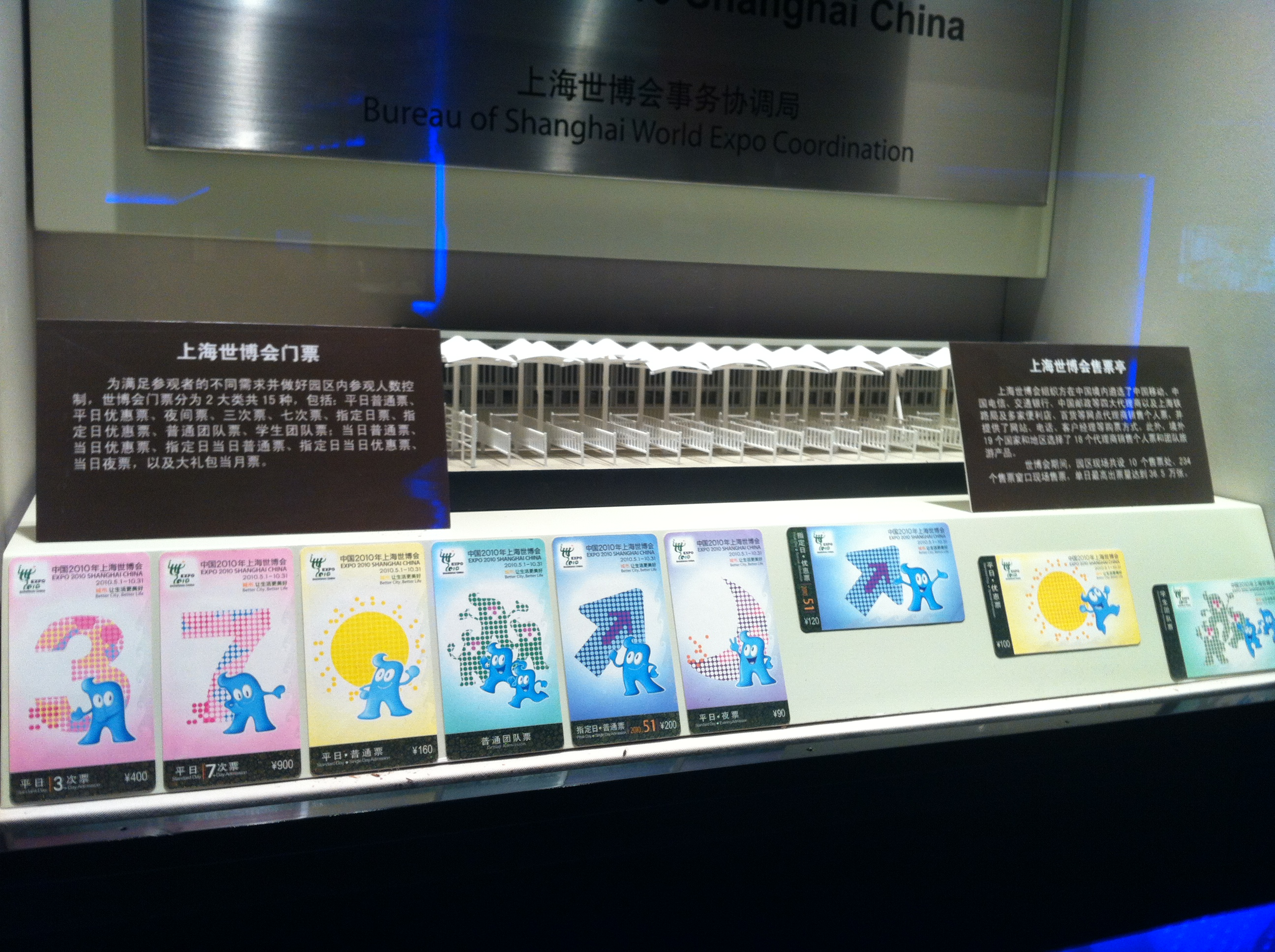
世博会门票

### 二层展区
二层展区分为“中华智慧”和“未来愿景”两个展厅，展出的物品均为中国馆、香港馆、澳门馆及台湾馆的物品，包括电子动态版《清明上河图》。

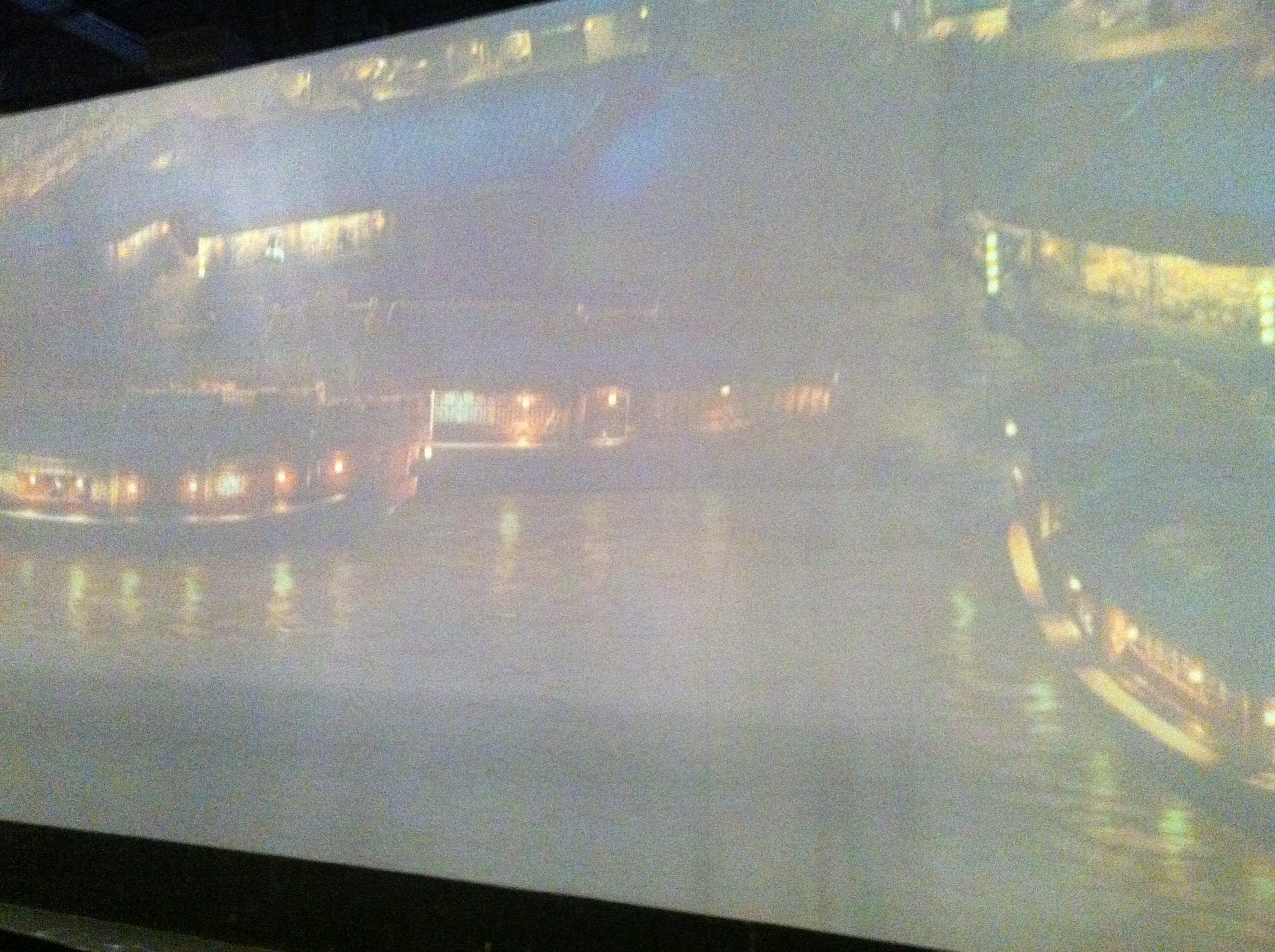
电子动态版《清明上河图》
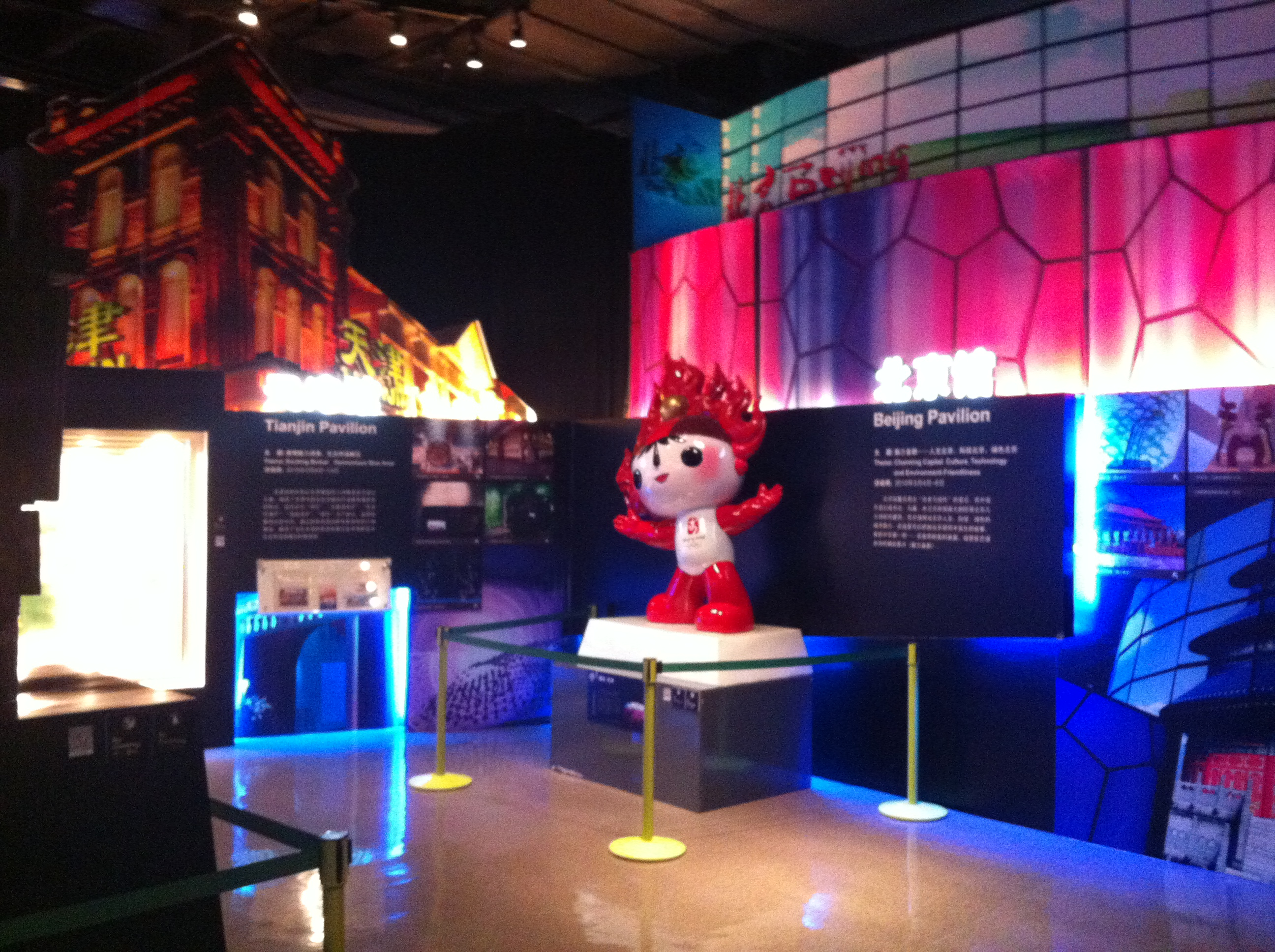
北京馆、天津馆展品
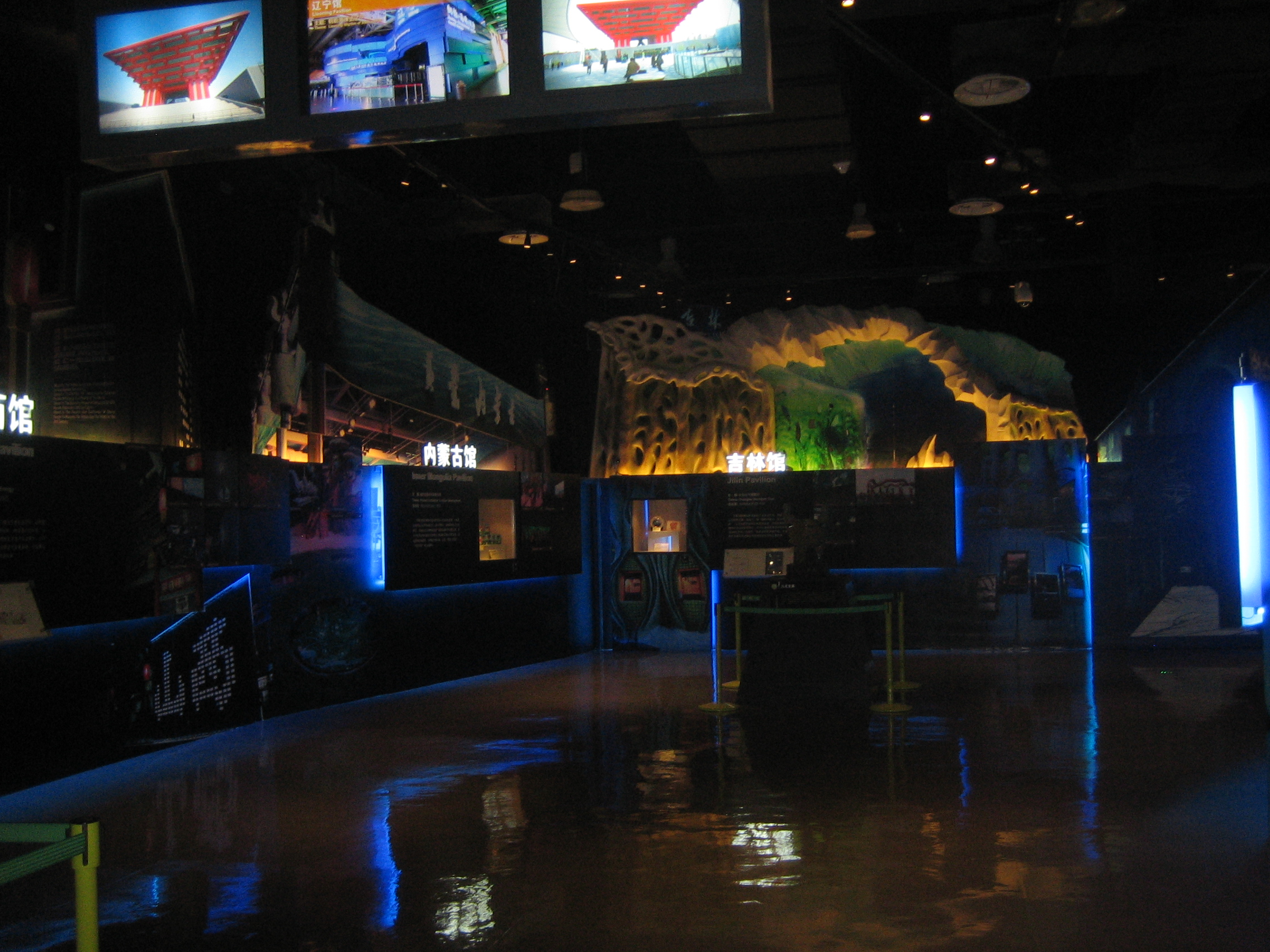
展区内景
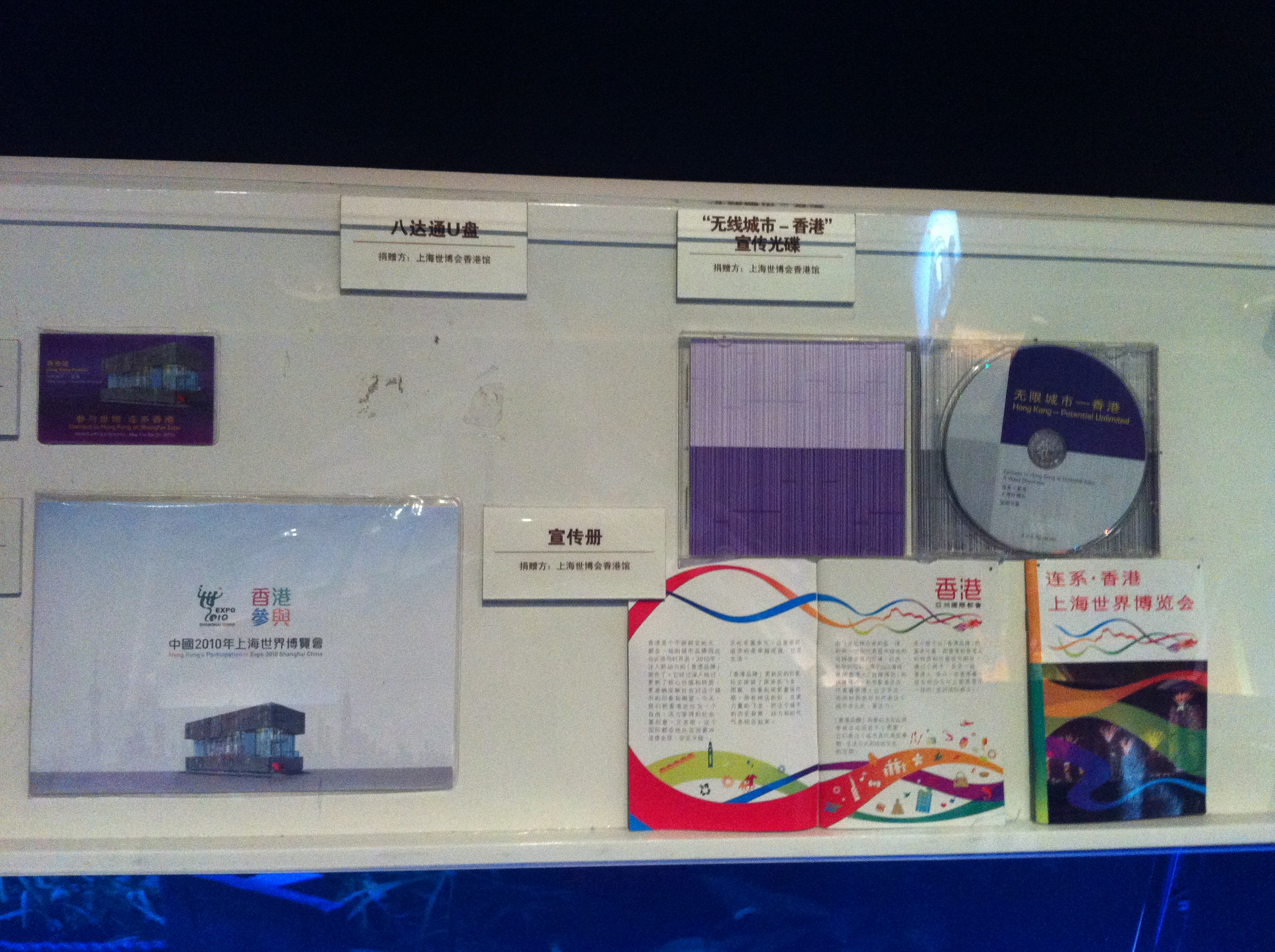
香港馆展品
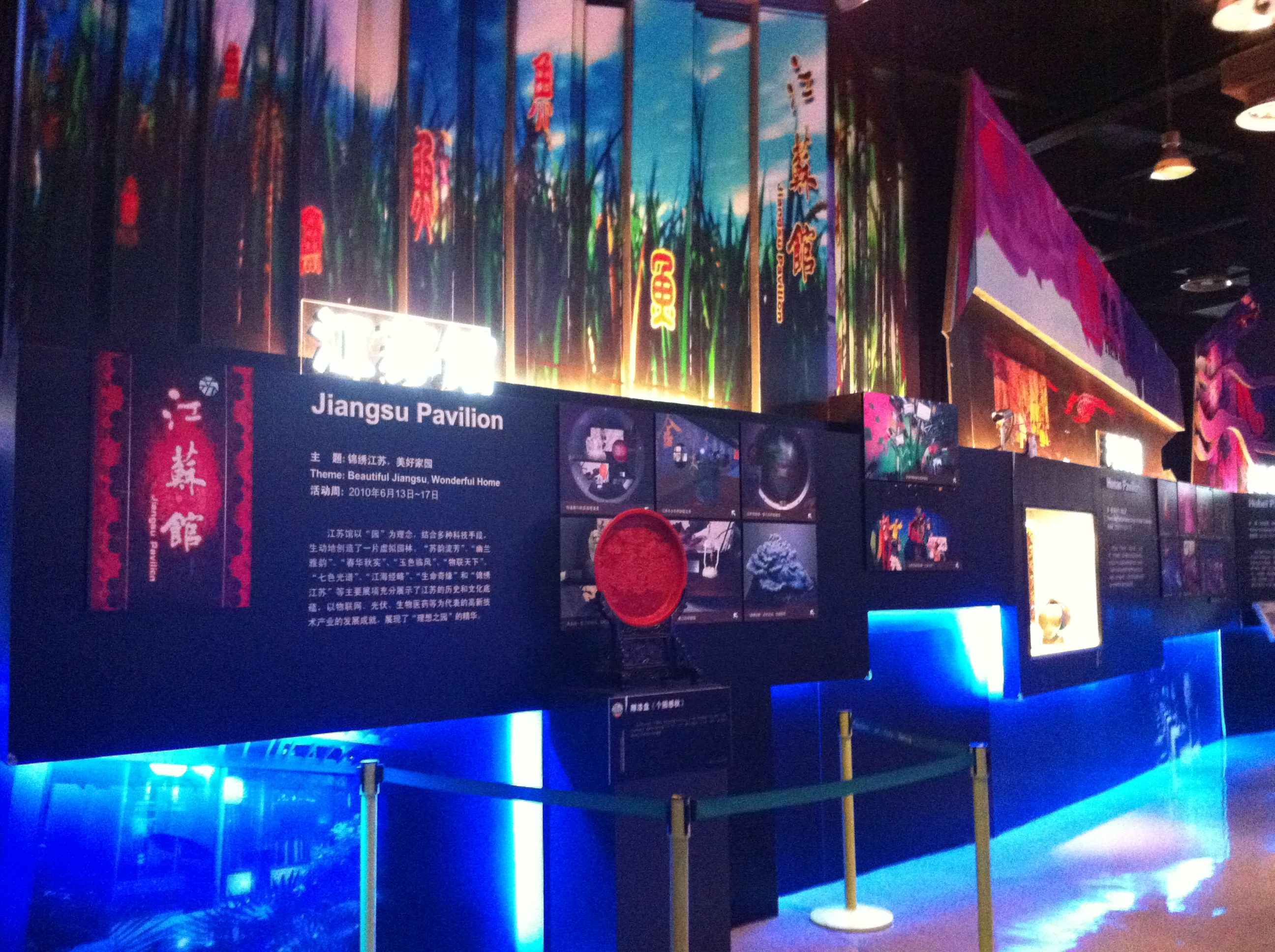
江苏馆展品
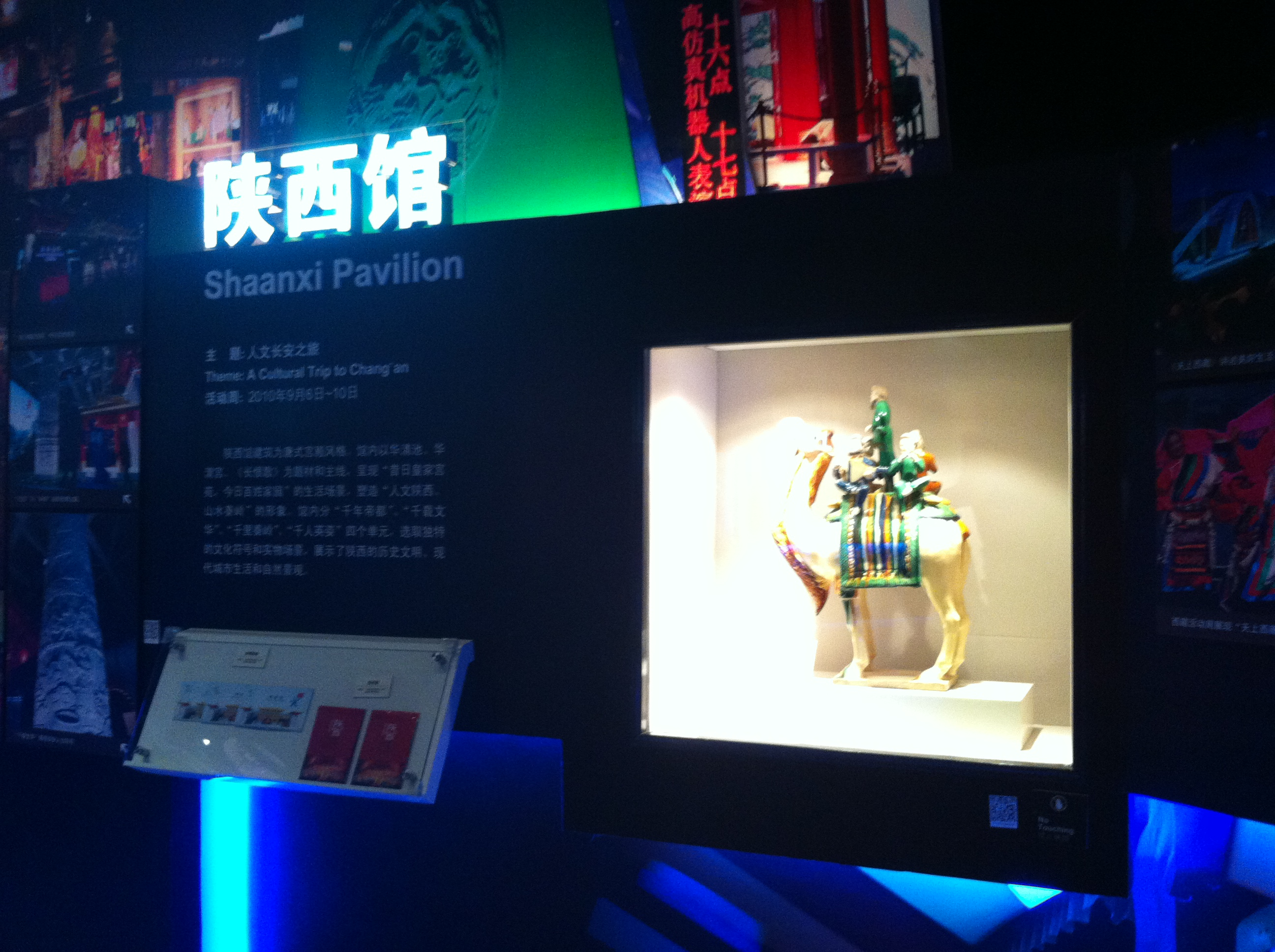
陕西馆展品
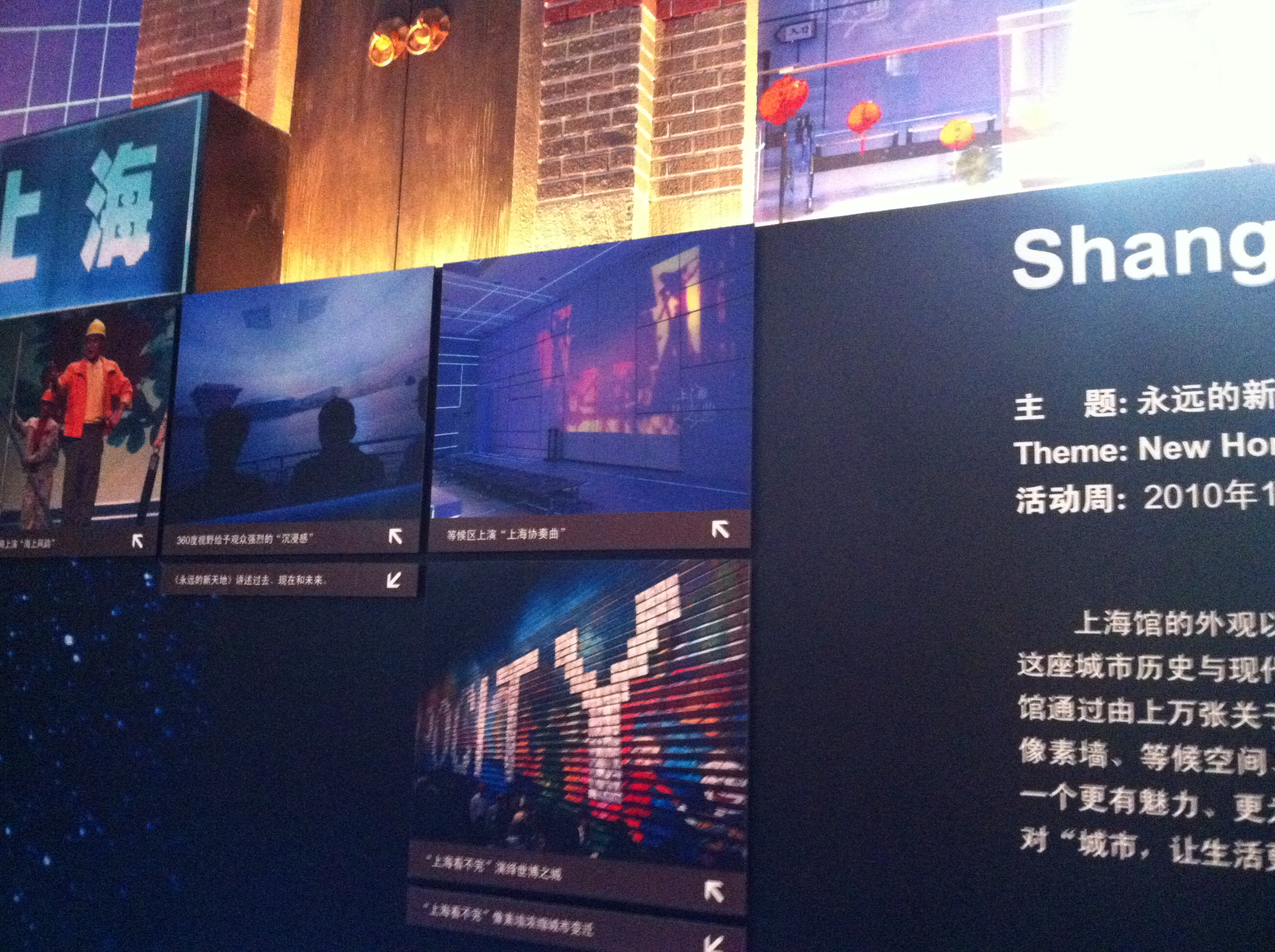
上海馆
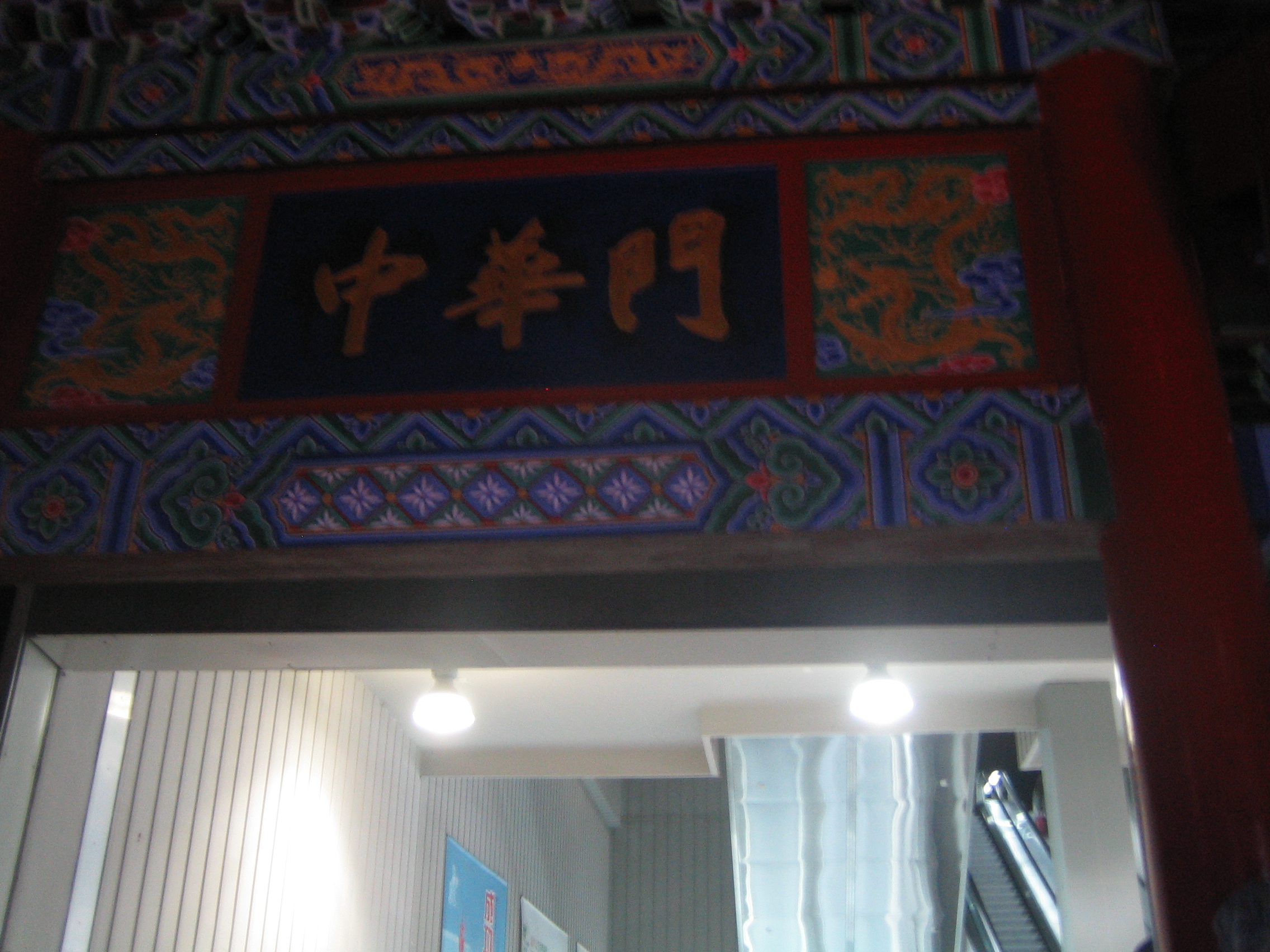
中华门
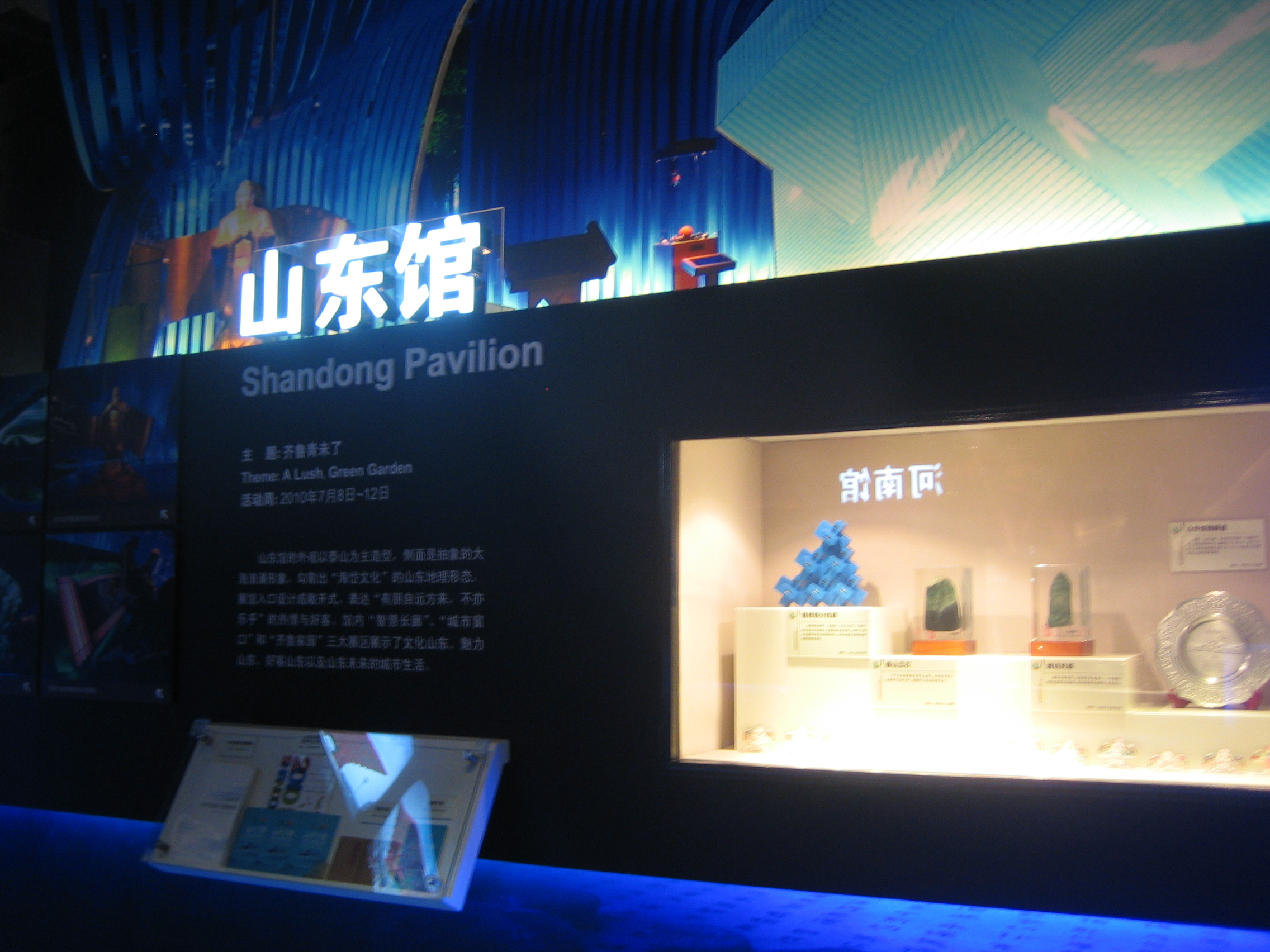
山东馆
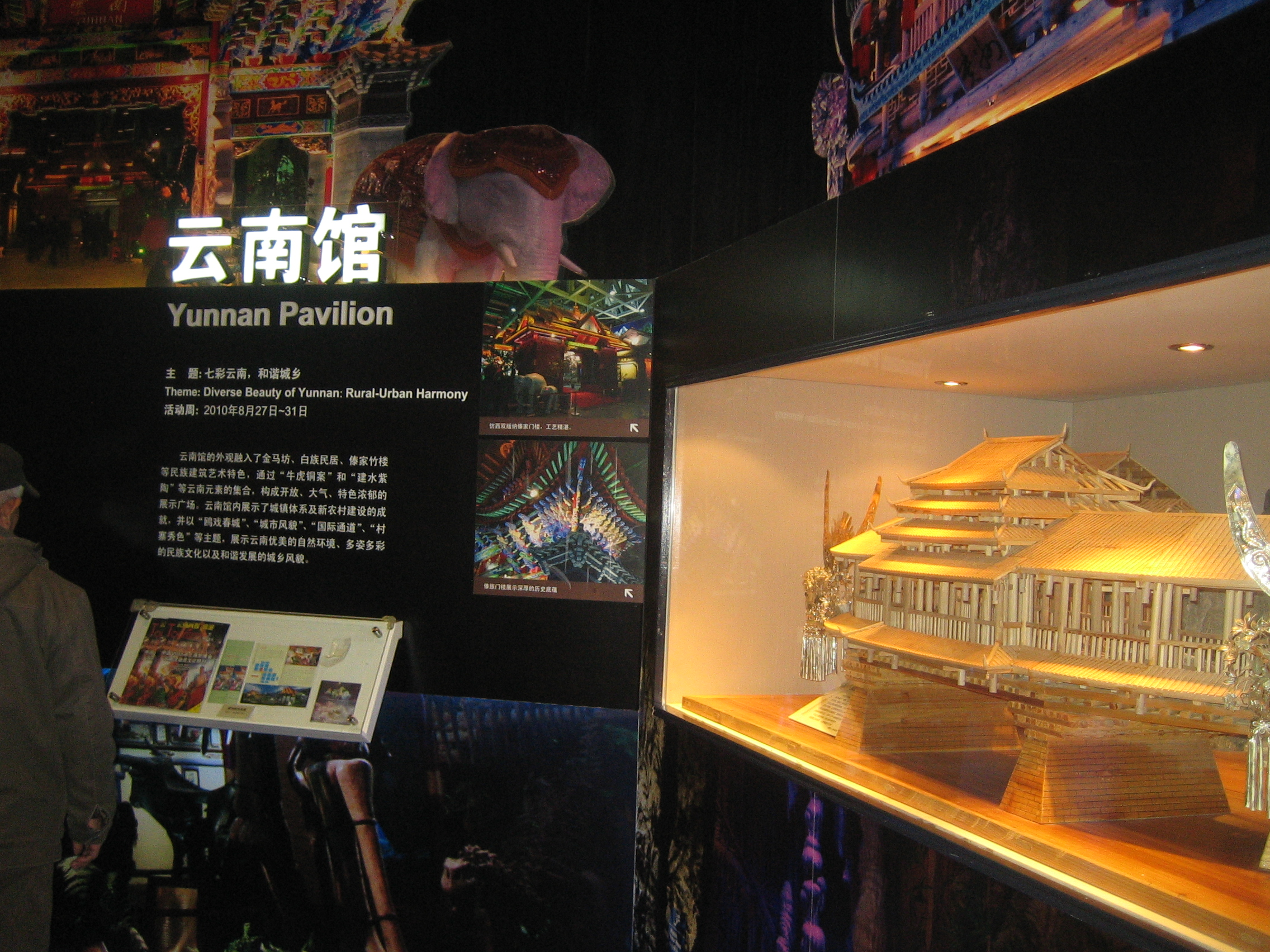
云南馆
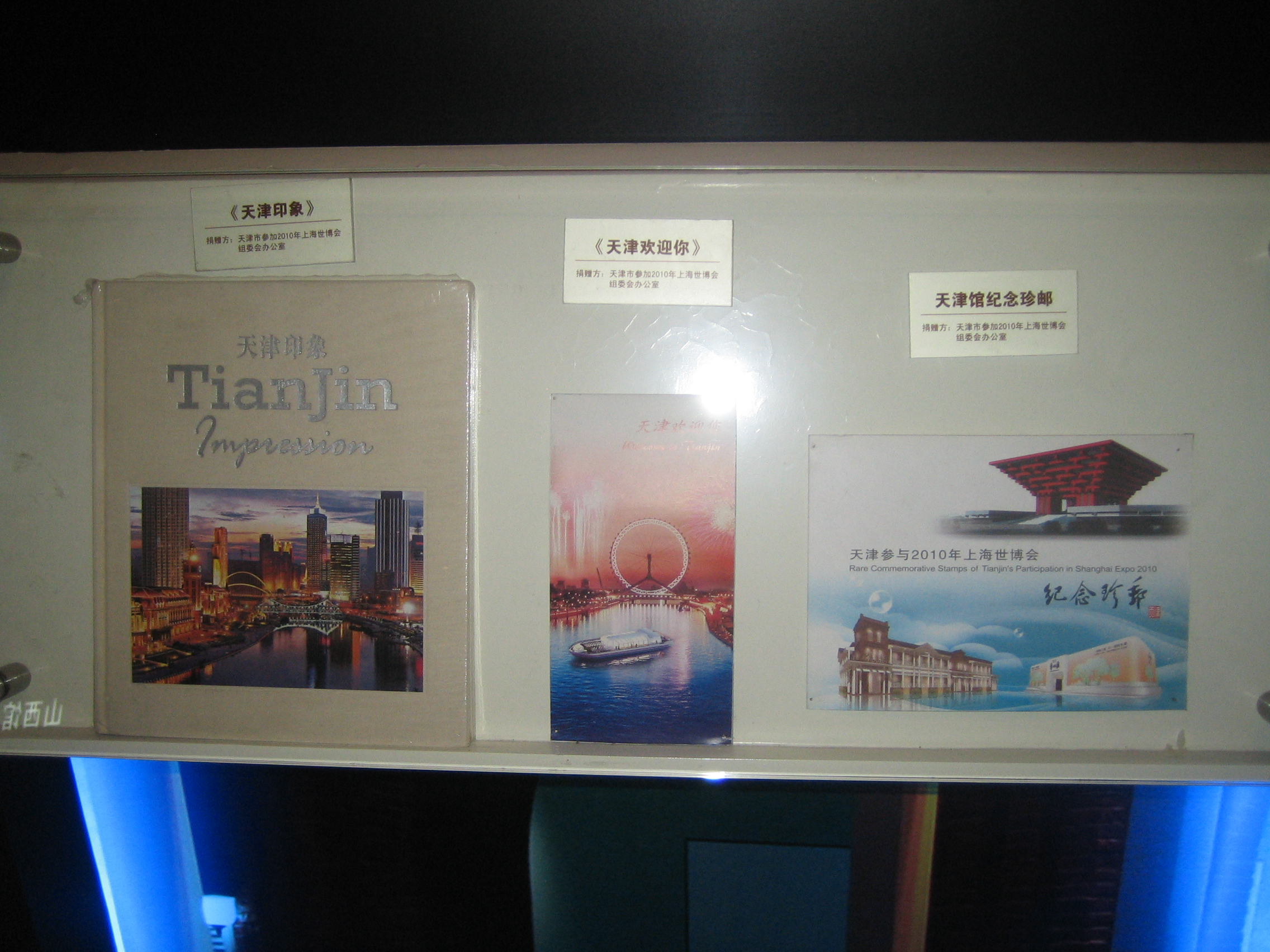
天津馆展品
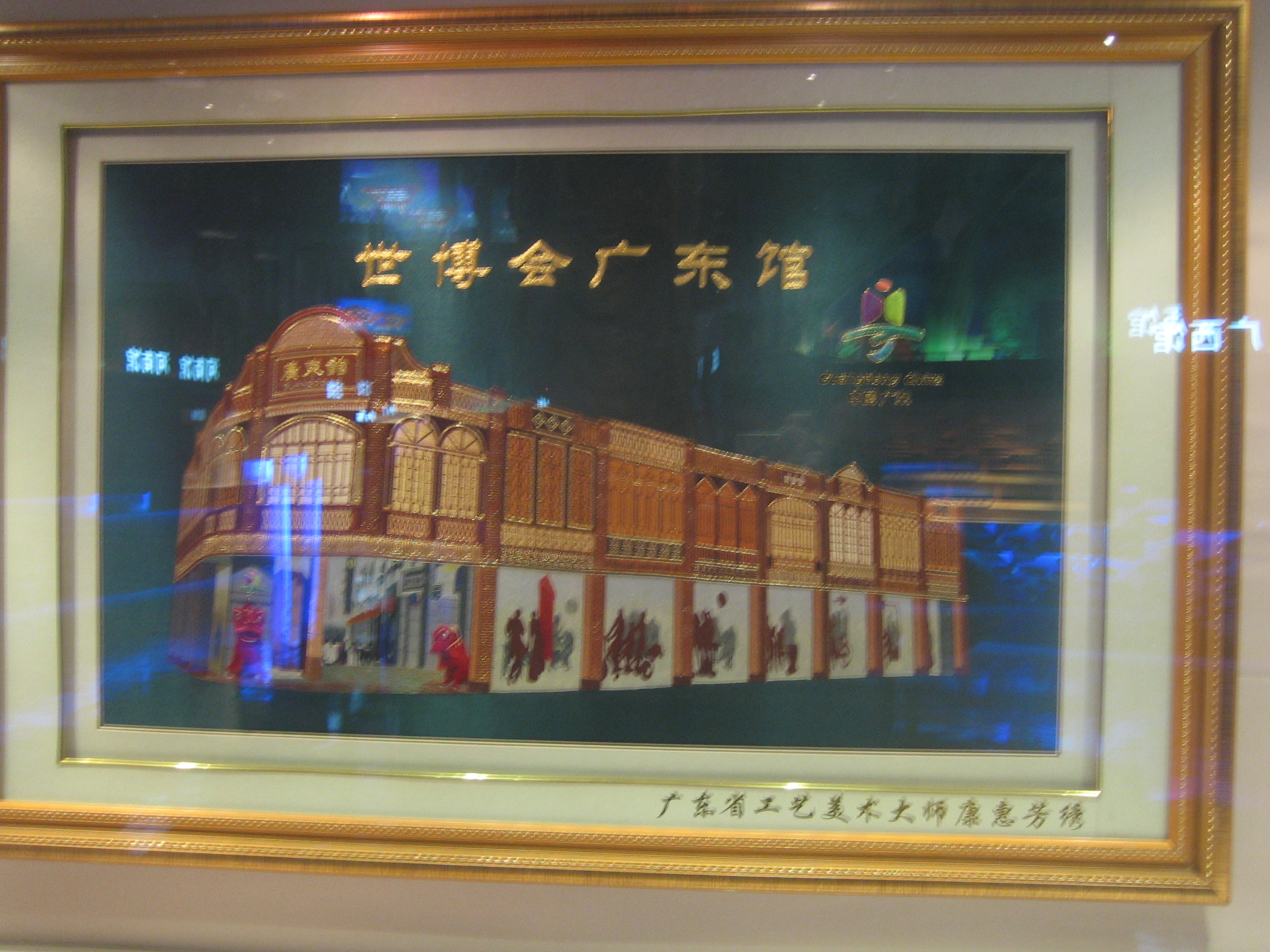
广东馆展品
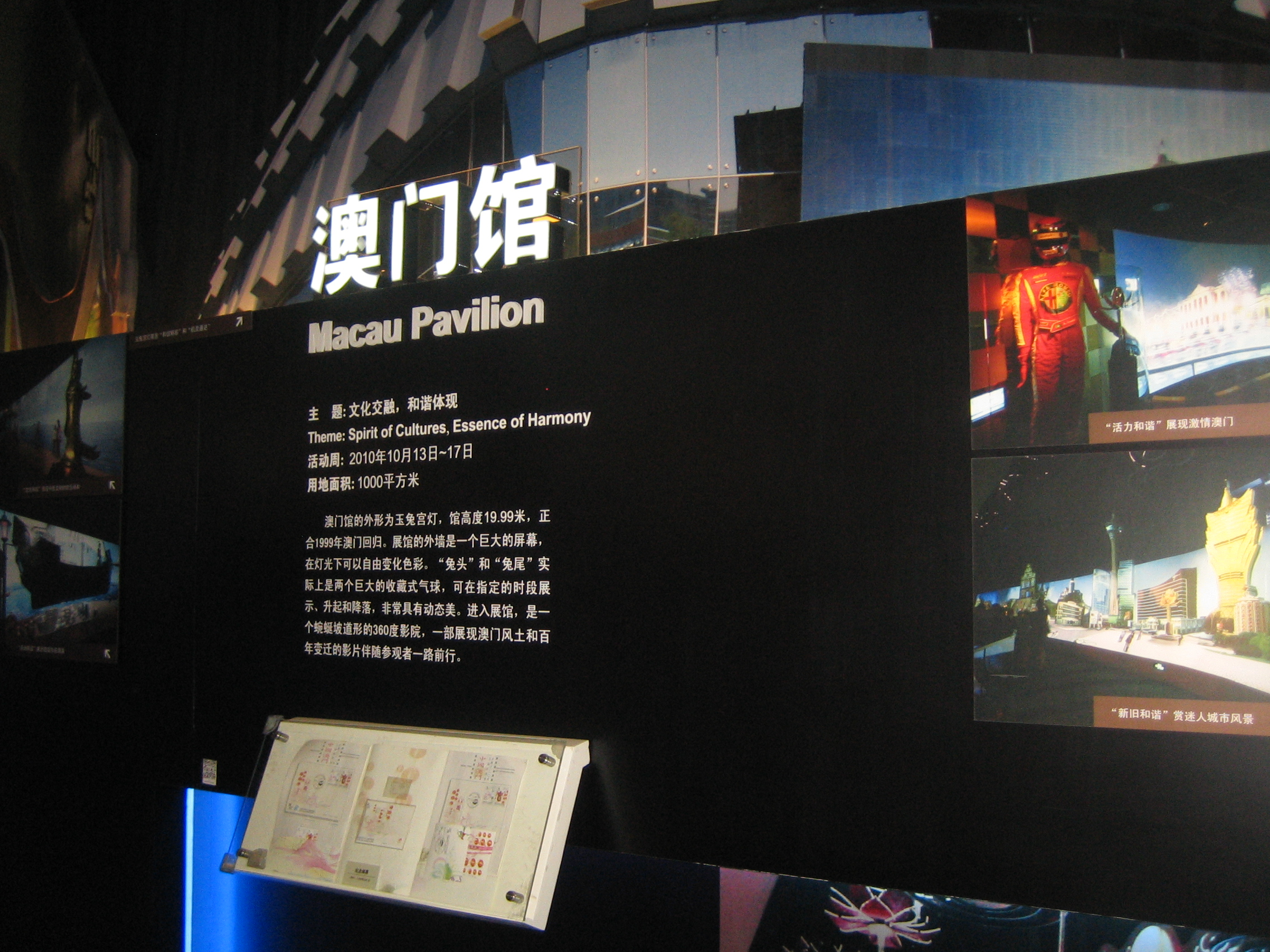
澳门馆展品

### 三层展区
三层展区分为“世界文明”和“世纪盛会”两个展区，展出的物品均为其他展馆的物品。

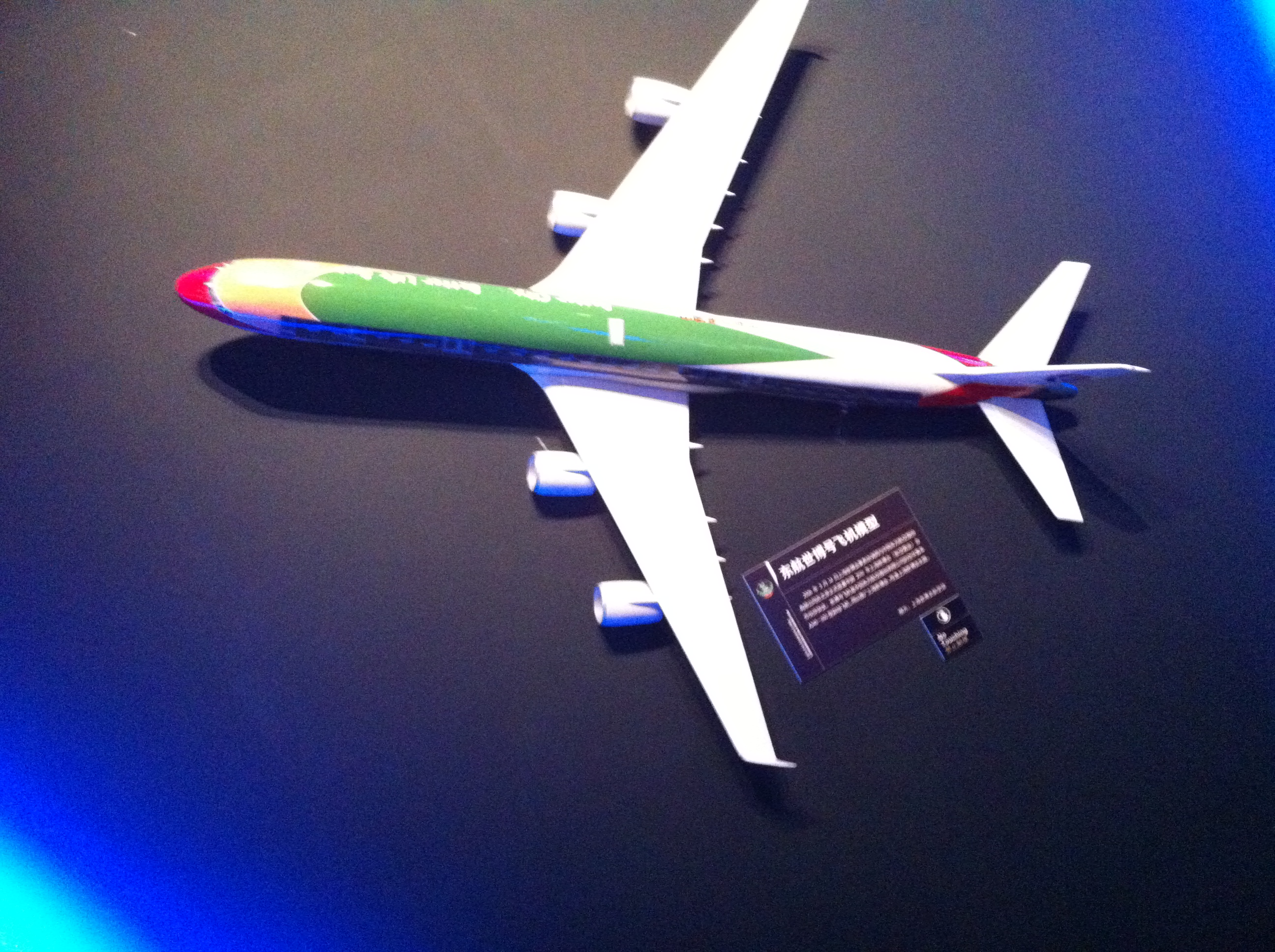
东航世博号飞机
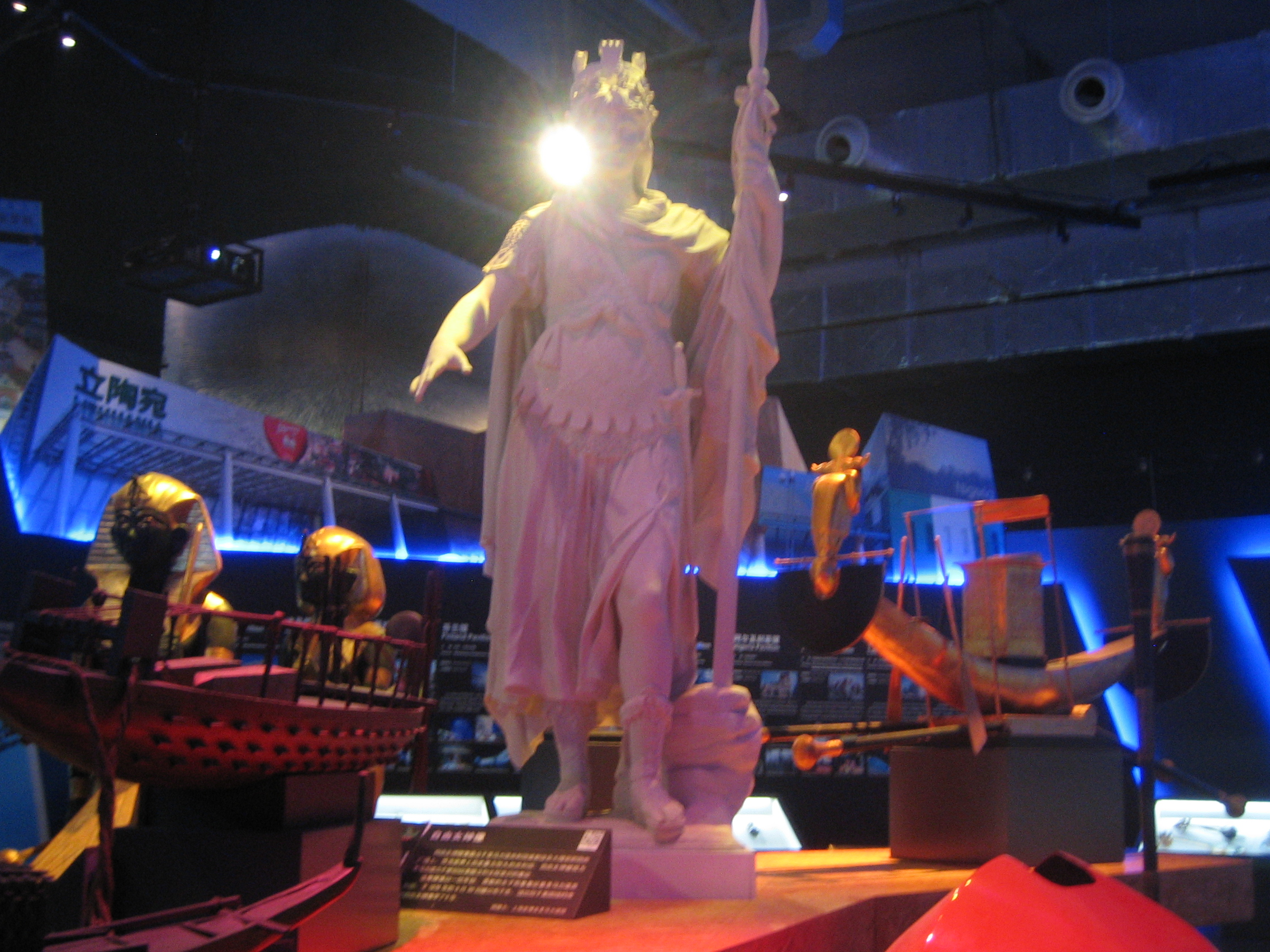
自由女神像
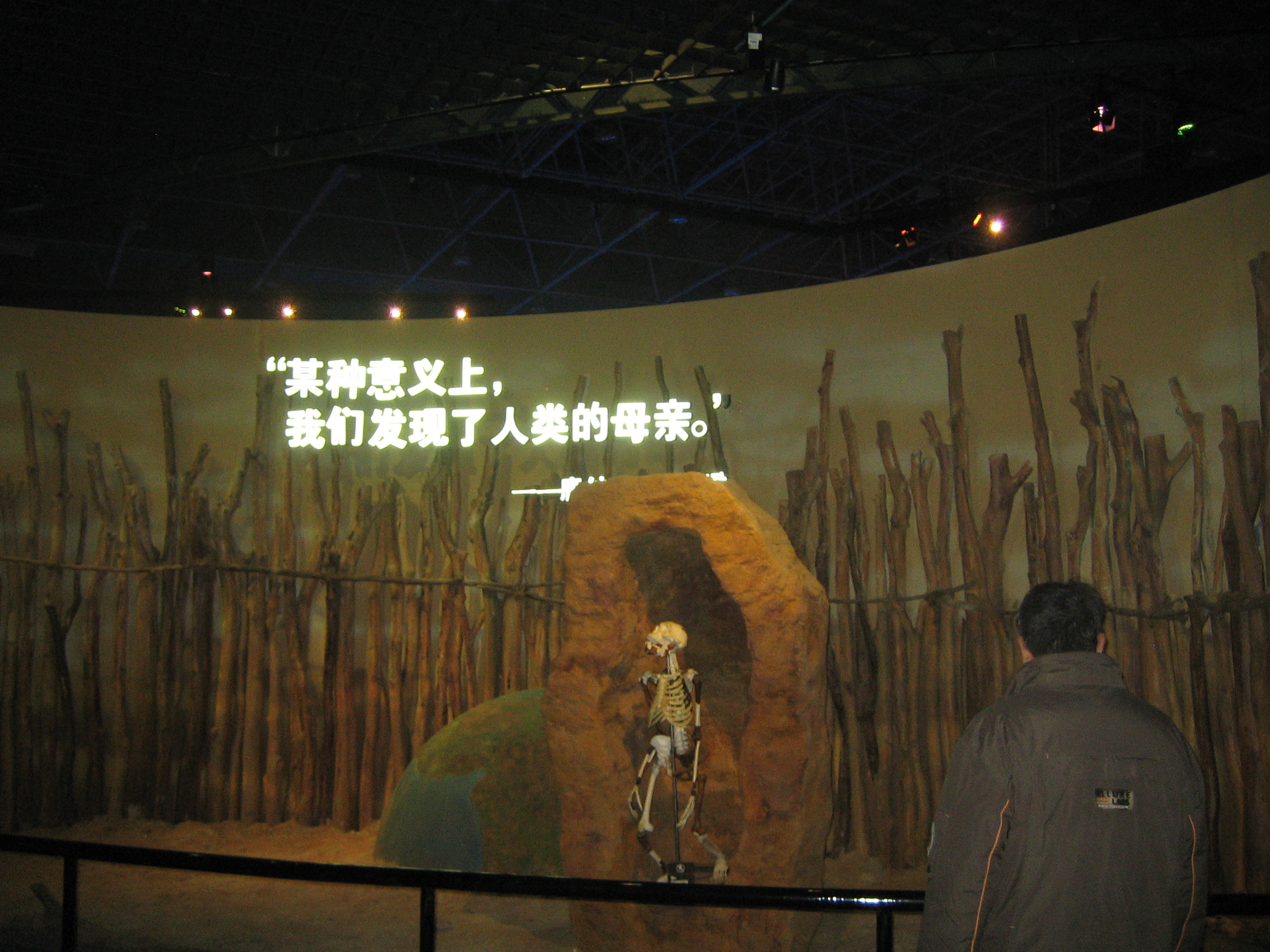
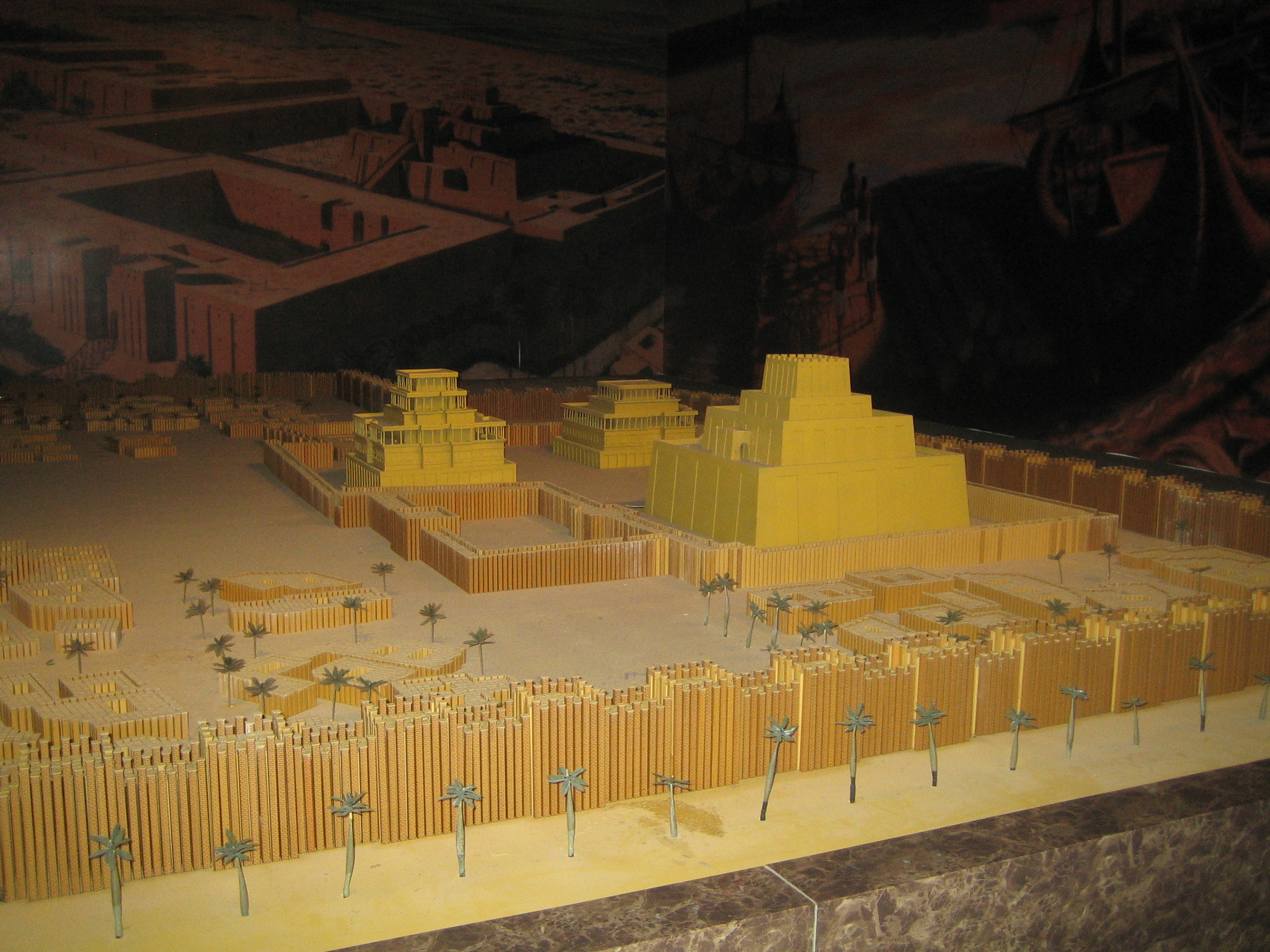
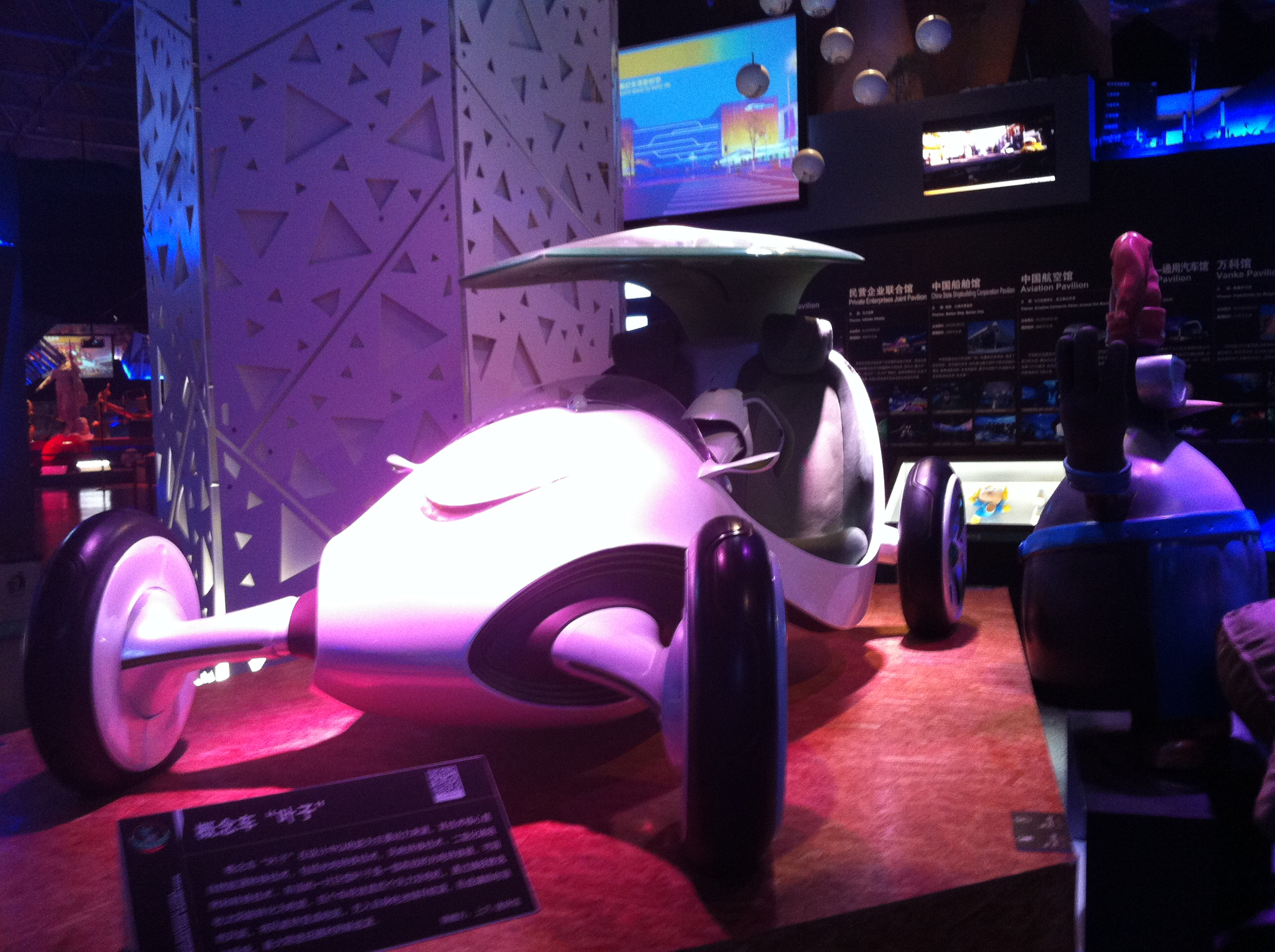
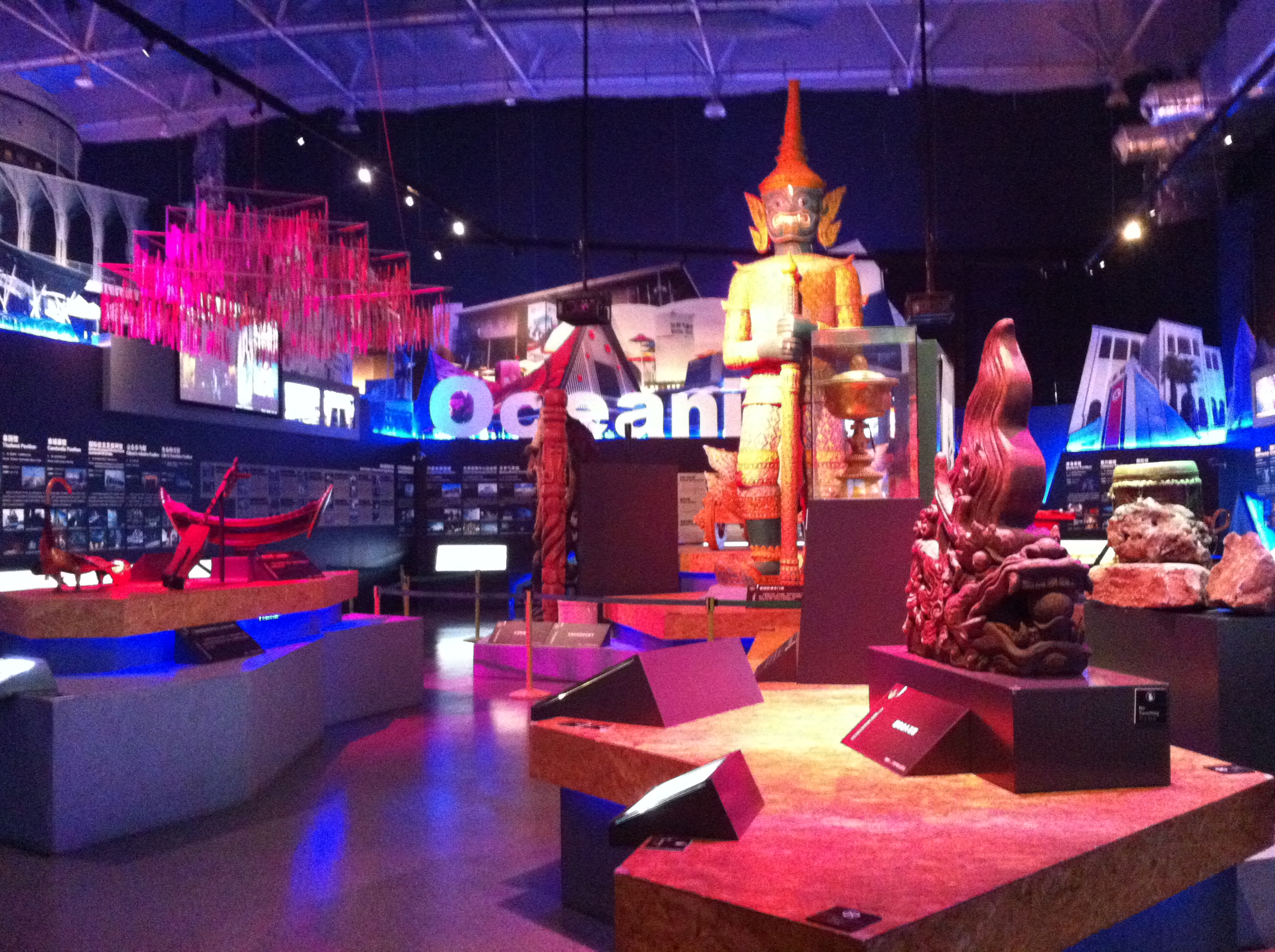
内景
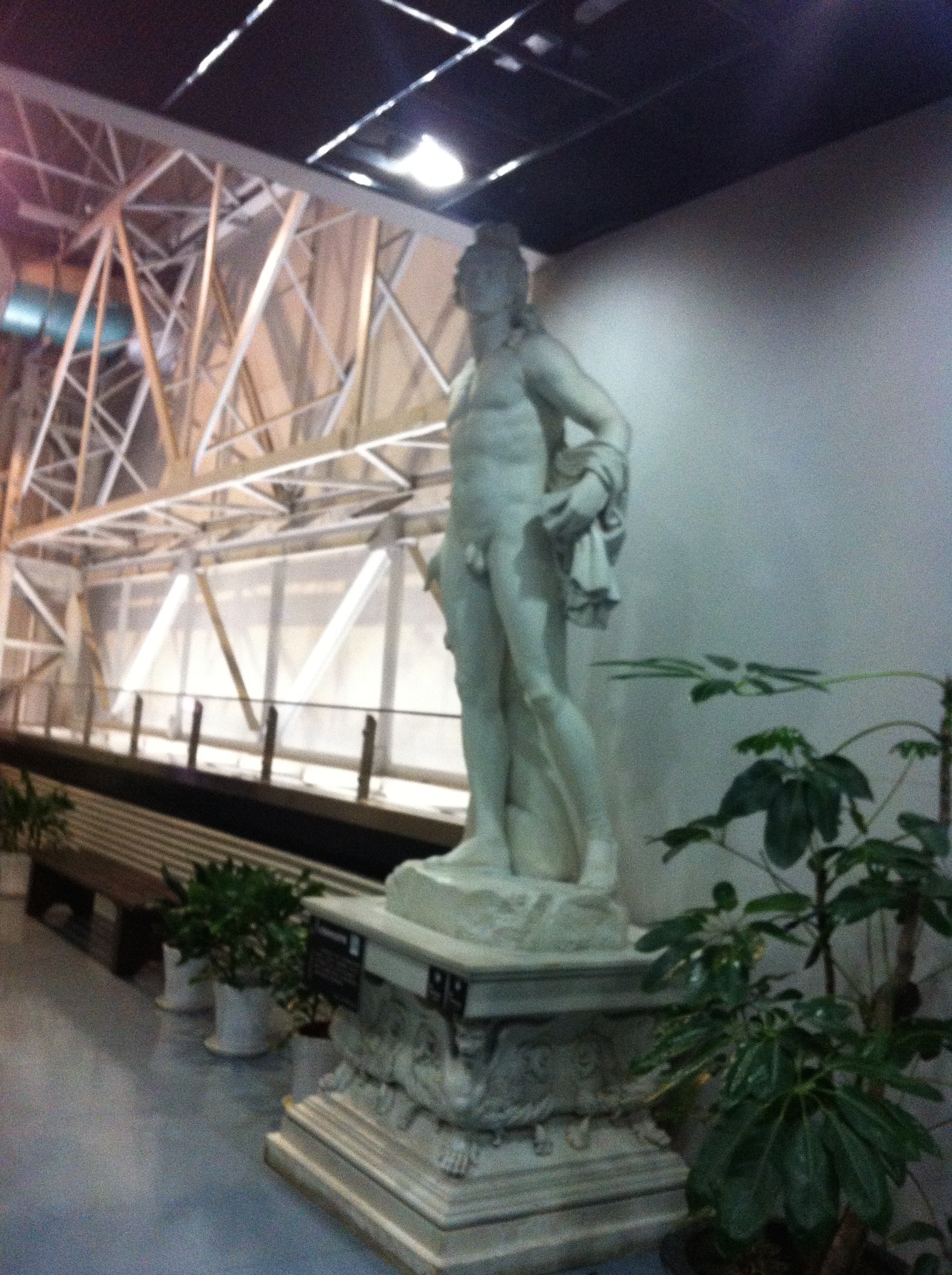
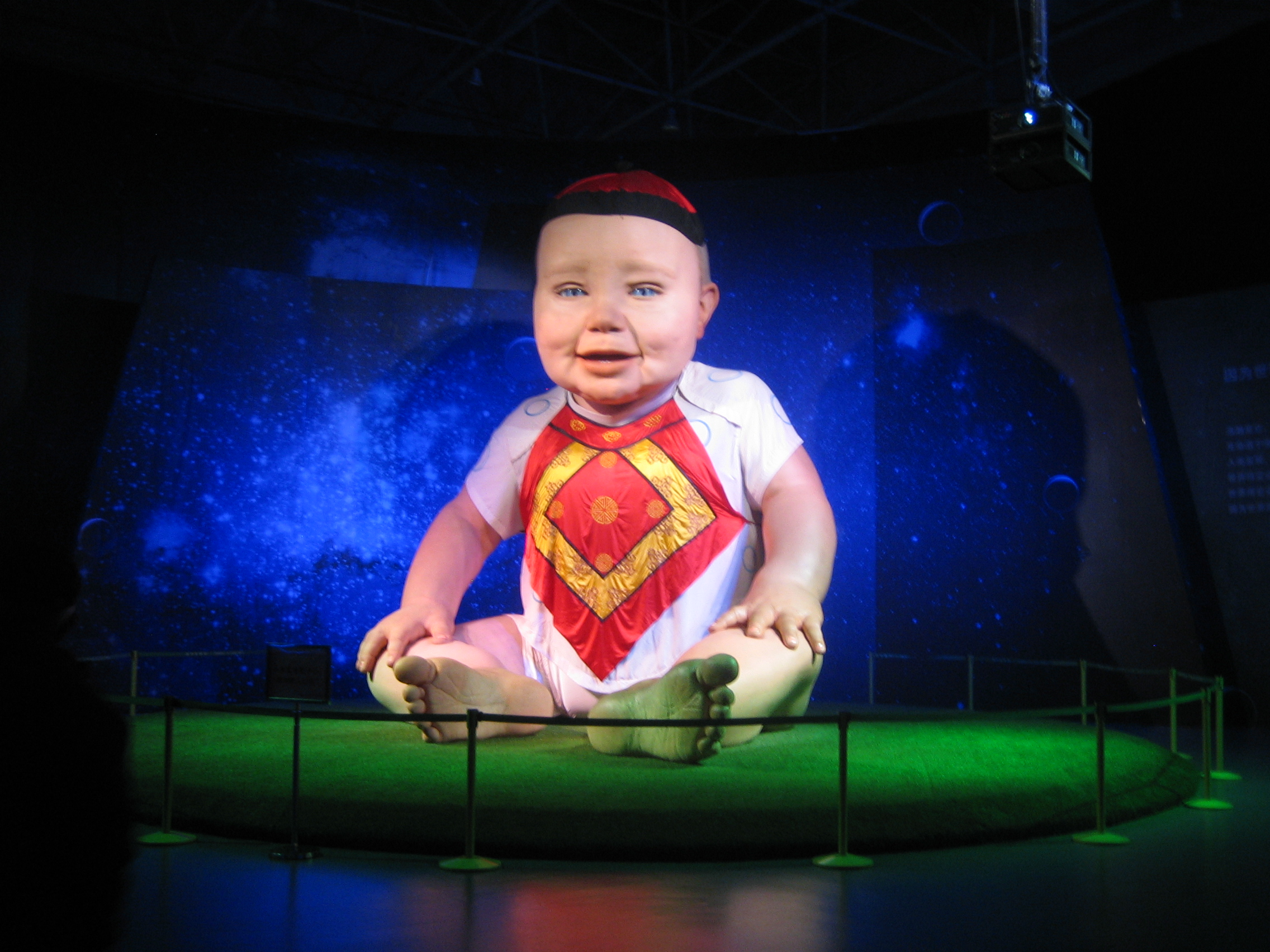
西班牙馆的小米宝宝
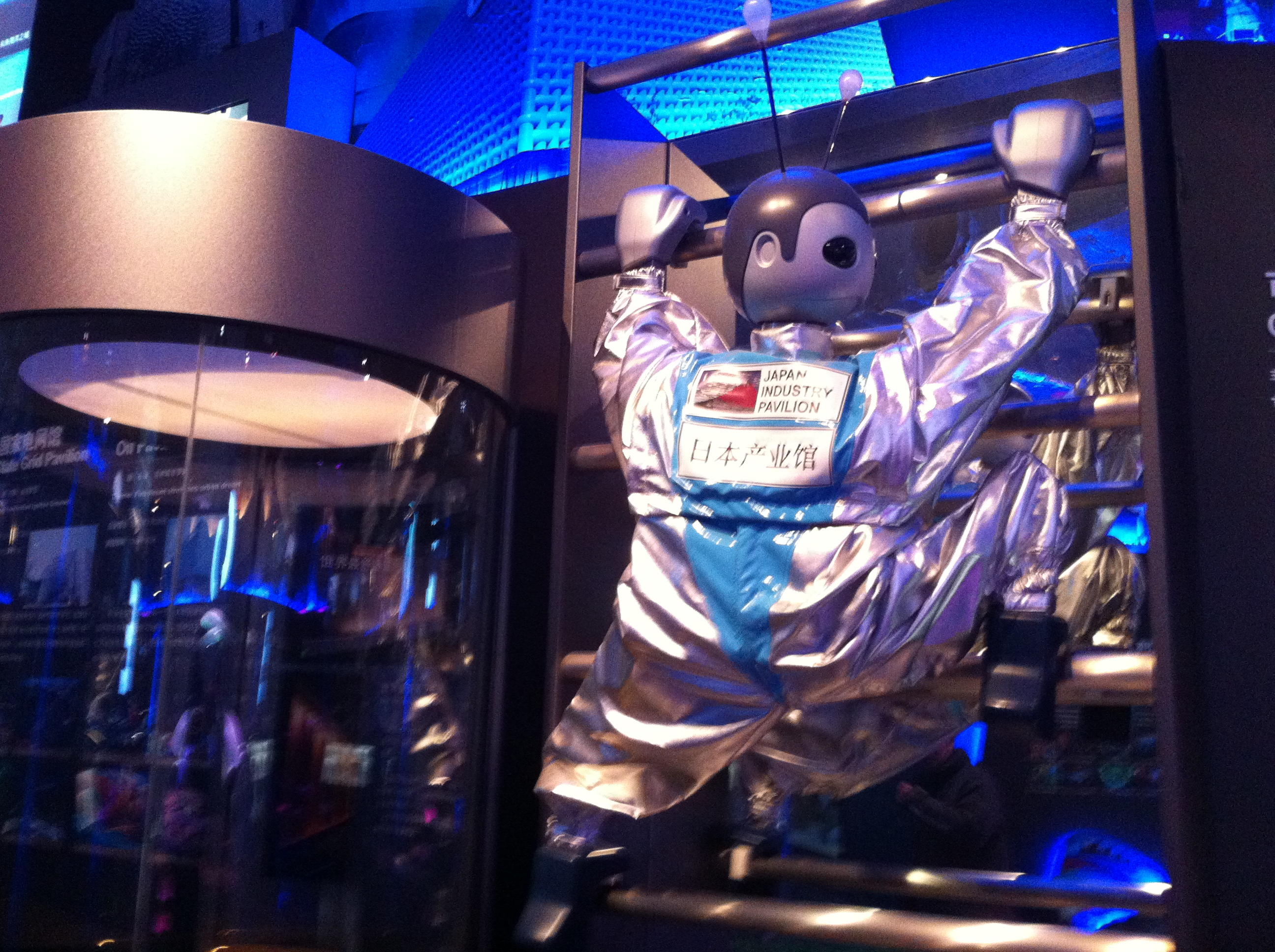
日本产业馆里的机器人
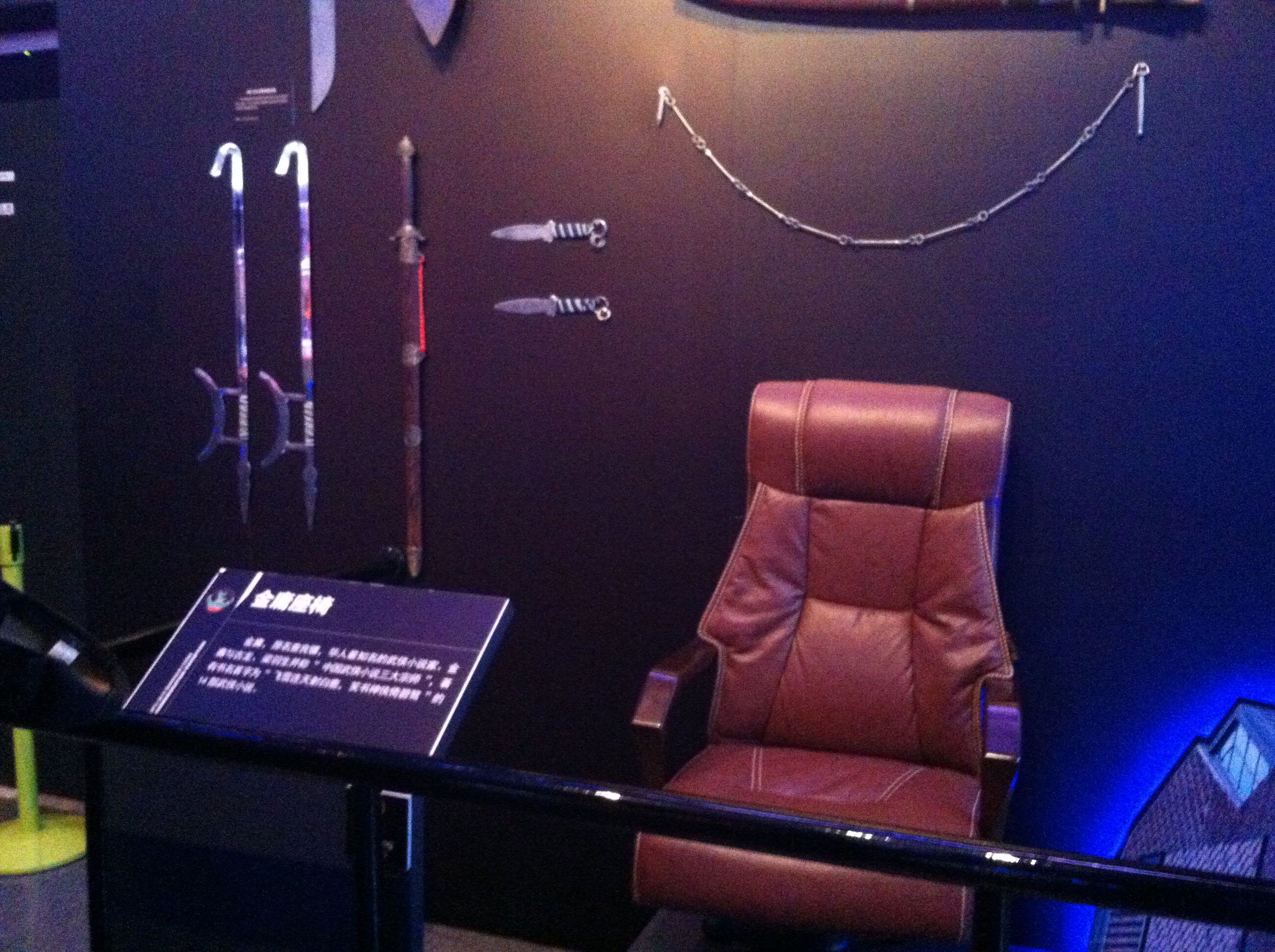
金庸座椅

## 交通
- 公交：18路（龙华东路蒙自路首末站）；其余周边线路：17、146、733、205、36、806、96、144、45、869、大桥6线。
- 地铁：13号线世博会博物馆站